# Boston
Boston [[ˈbɔstən] ⓘ] ist die größte Stadt in Neuengland, einem Gebiet im Nordosten der USA, und Hauptstadt des Bundesstaates Massachusetts an der Ostküste der Vereinigten Staaten. Das U.S. Census Bureau hat bei der Volkszählung 2020 eine Einwohnerzahl von 675.647 ermittelt.
Die Metropole ist eine der ältesten, wohlhabendsten und kulturell reichsten Städte der USA. Im kulturellen Bereich sind die Symphony Hall und das in ihr residierende Boston Symphony Orchestra weltbekannt. Die Wirtschaftskraft der Region wird hauptsächlich durch Bildungseinrichtungen, Gesundheitswesen, Finanzwirtschaft und Technologie bestimmt.

## Geographie

### Geographische Lage

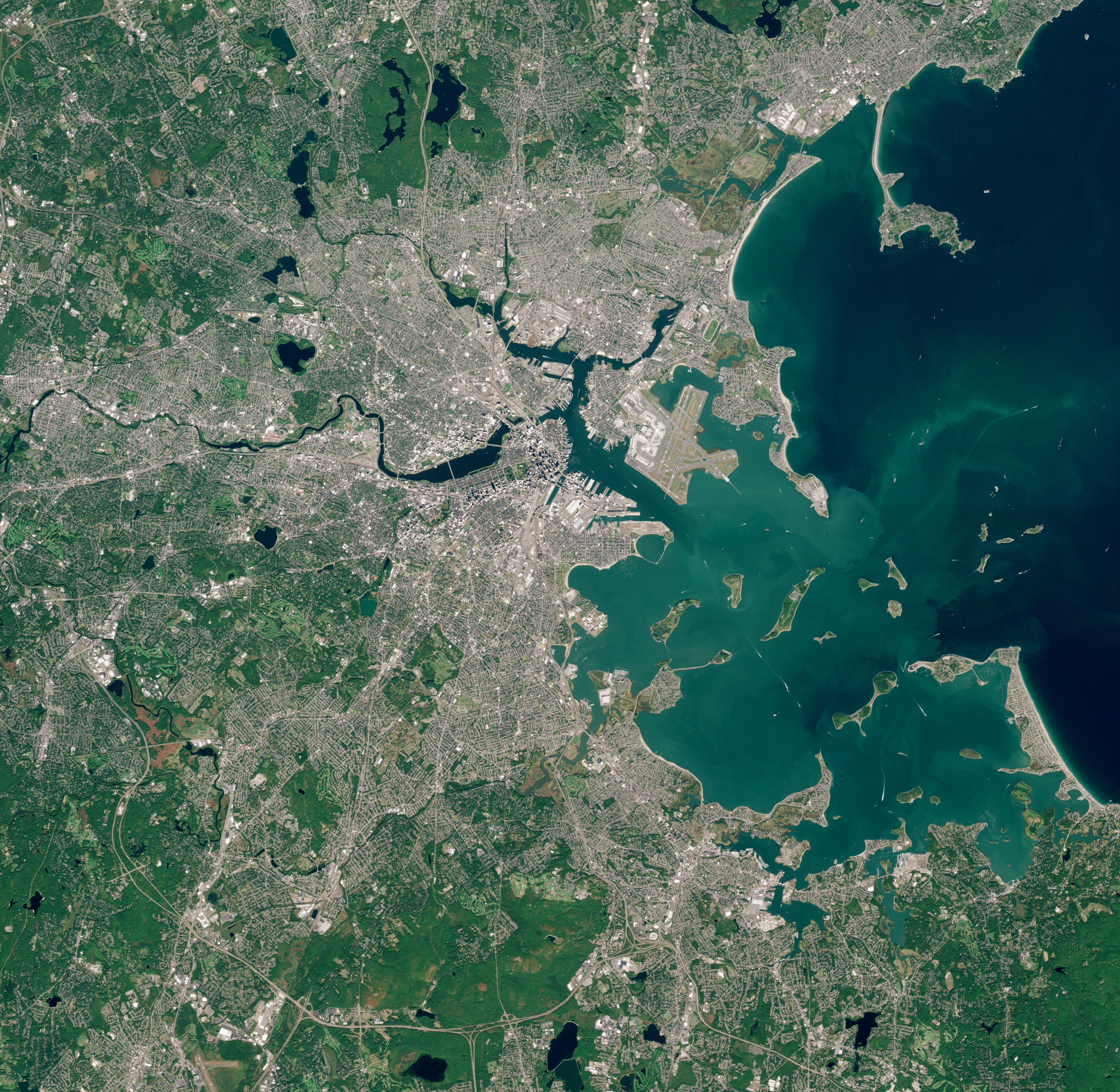
Satellitenaufnahme von Boston

Boston (Fläche: 233,1 km²) liegt im Nordosten der Vereinigten Staaten an der nordamerikanischen Ostküste an der Massachusetts Bay. Deren starke Zergliederung ermöglichte die Anlage natürlicher Häfen. Der Mystic River im Westen, der Neponset River im Süden und der Charles River im Norden begrenzen das Gebiet der Stadt grob. Die ursprünglichen im Stadtgebiet vorhandenen Hügel wurden mit der Zeit abgetragen und im Bereich Back Bay und South End abgelagert, um der östlich anliegenden Bucht weitere Landflächen abzuringen.

### Metropolregion Greater Boston

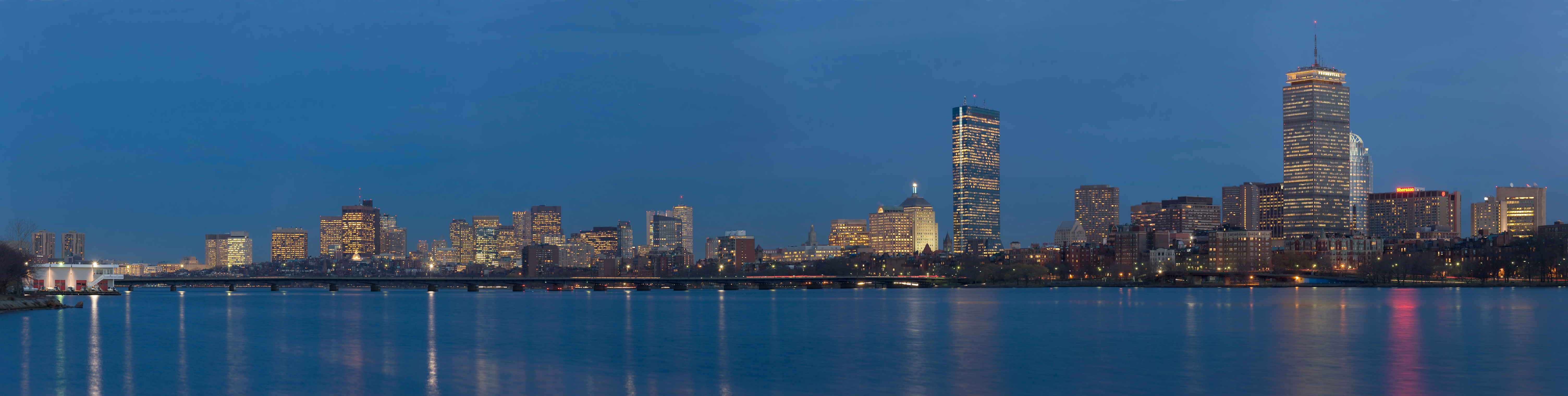
Boston-Panorama

Der zentrale Bereich Bostons bildet sowohl den Kern der Metropolregion Greater Boston mit 4,4 Millionen Einwohnern, die die Städte Cambridge, Brookline, Quincy und viele suburbane Gemeinden umfasst, wie auch das Boston CMSA (Consolidated Metropolitan Statistical Area), der siebtgrößten in den USA (nach anderen Rankings an zehnter Stelle).
An Boston grenzen die Städte Revere, Chelsea, Everett, Somerville, Cambridge, Watertown, Newton, Quincy, Winthrop, Brookline, Needham, Dedham, Canton und Milton.
In Cambridge liegen die weltberühmte Harvard University und das ähnlich bedeutende Massachusetts Institute of Technology (MIT).

### Administrative Gliederung von Boston

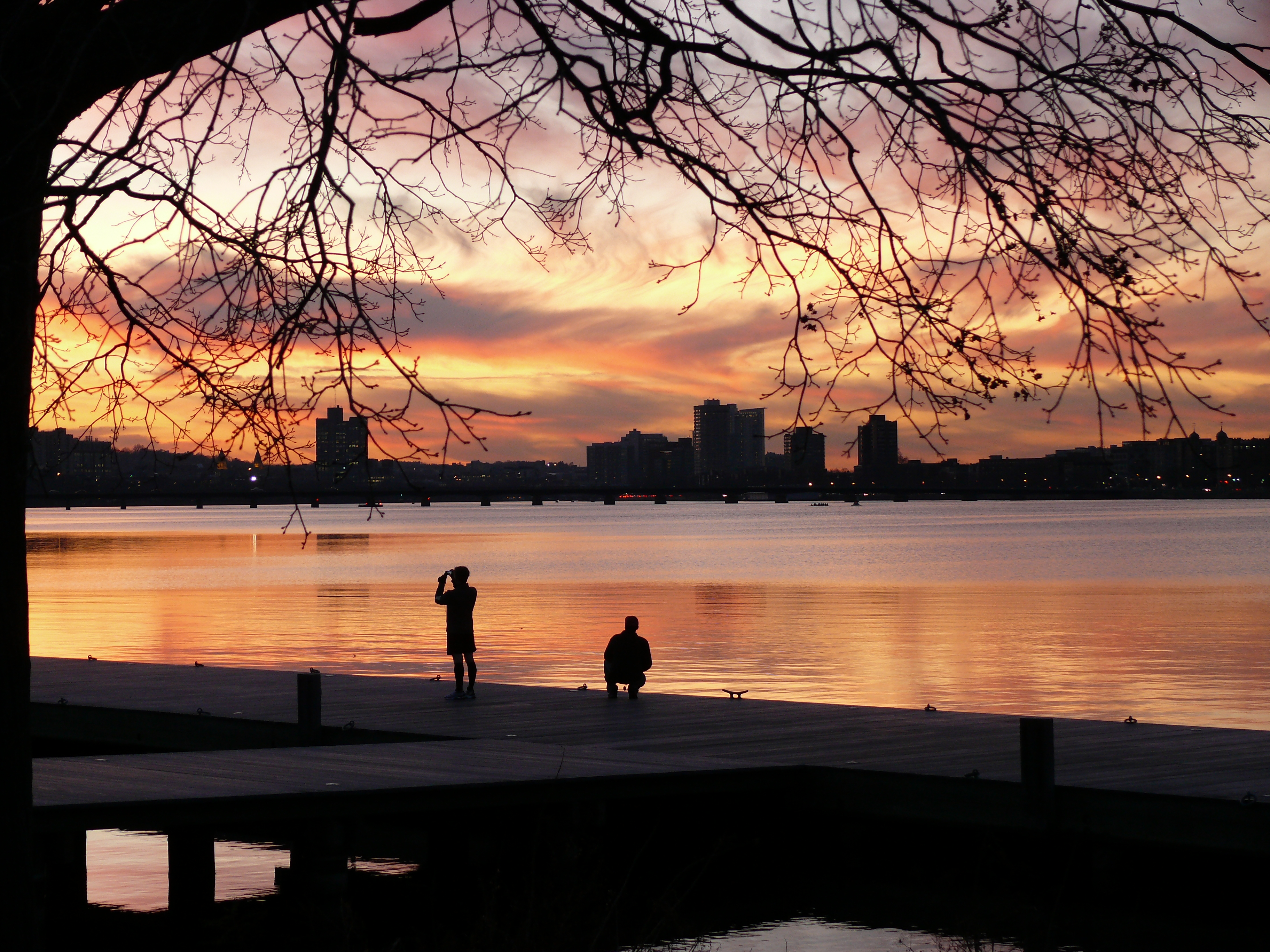
Sonnenuntergang am Charles River

Boston gehört zum Suffolk County des Commonwealth of Massachusetts und ist beider Hauptstadt. Am 4. Oktober 2002 schloss die Stadtverwaltung Bostons die Neueinteilung des Stadtgebietes ab, das nun in 23 Neighborhoods untergliedert ist: Allston, Back Bay, Bay Village, Beacon Hill, Brighton, Charlestown, Chinatown, Dorchester, East Boston, Fenway–Kenmore, Hyde Park, Jamaica Plain, Mattapan, Mid Dorchester, Mission Hill, North End, Roslindale, Roxbury, South Boston, South End, West End, West Roxbury.

### Stadtviertel
Boston ist dafür bekannt, einen der attraktivsten und lebenswertesten urbanen Stadtkerne des Landes zu besitzen. Jedes Stadtviertel weist eine individuelle Atmosphäre auf, das durch die ansässigen Bewohner und ihre soziale und ethnische Zugehörigkeit bestimmt wird. Downtown, die Innenstadt, ist der Sitz des Finanzdistrikts und dort befinden sich auch Chinatown und das kommunale Verwaltungszentrum mit dem Rathaus, Boston City Hall. Back Bay, westlich des Boston Public Garden gelegen, ist einer der reichsten Stadtteile der USA. Nicht weniger wohlhabend ist Beacon Hill mit dem Regierungssitz des Staates Massachusetts, dem State House. South End war früher Heimstatt einer starken Mittelstandsgesellschaft von Händlern und Seeleuten sowie deren Familien. Heutzutage leben dort eine große LGBT-Bevölkerung, Künstler, Yuppies, Afroamerikaner und Latins. Anziehungspunkte sind die dortigen Restaurants und die Bohème-Atmosphäre. North End und East Boston haben einen dominierenden italienischen Einfluss, beherbergen aber auch andere Ethnien.
Am Nordufer des Charles River gibt es mit Charlestown einen irischen Stadtteil. Diese Bevölkerungsgruppe findet sich auch in South Boston. Allston und Brighton werden hauptsächlich von Studenten der nahegelegenen Northeastern University, Boston University und des Boston College bewohnt. Die größte Vielfalt und ethnische Diversität weist Dorchester auf. Latinos und Afroamerikaner stellen gemeinsam mit aus teurer gewordenen Wohnvierteln vertriebenen Mittelklassenfamilien den größten Anteil in den südlich an die Innenstadt angrenzenden Bezirken Roxbury und Mattapan.

### Klima
Die Sommermonate Juli und August können in Boston heiß und luftfeucht sein. Die langjährige Durchschnittstemperatur für Juli ist 23 °C. Während der Wintermonate November bis Februar kann das Wetter nass mit viel Schnee sein. Die durchschnittliche Temperatur im Januar ist −1 °C.
|                       | Jan  | Feb  | Mär  | Apr  | Mai  | Jun  | Jul  | Aug  | Sep  | Okt  | Nov   | Dez   |   |         |
| Mittl. Tagesmax. (°C) | 2,1  | 3,1  | 7,7  | 13,3 | 19,2 | 24,6 | 27,7 | 26,6 | 22,7 | 17,1 | 11,2  | 4,7   | ⌀ | 15,1    |
| Mittl. Tagesmin. (°C) | −5,8 | −5,0 | −0,4 | 4,6  | 9,9  | 15,1 | 18,4 | 17,8 | 13,8 | 8,3  | 3,5   | −2,9  | ⌀ | 6,5     |
|                       |      |      |      |      |      |      |      |      |      |      |       |       |   |         |
| Niederschlag (mm)     | 91,2 | 91,9 | 93,7 | 91,4 | 82,6 | 78,5 | 72,1 | 82,3 | 77,7 | 83,8 | 107,2 | 101,9 | Σ | 1.054,3 |
|                       |      |      |      |      |      |      |      |      |      |      |       |       |   |         |
| Sonnenstunden (h/d)   | 5,0  | 6,0  | 6,8  | 7,6  | 8,6  | 9,6  | 9,8  | 9,0  | 8,0  | 6,6  | 4,9   | 4,7   | ⌀ | 7,2     |
|                       |      |      |      |      |      |      |      |      |      |      |       |       |   |         |
| Regentage (d)         | 9,0  | 7,6  | 9,1  | 8,6  | 8,9  | 8,3  | 7,2  | 7,8  | 6,7  | 6,9  | 8,9   | 9,7   | Σ | 98,7    |
|                       |      |      |      |      |      |      |      |      |      |      |       |       |   |         |
| Wassertemperatur (°C) | 2    | 1    | 3    | 7    | 12   | 16   | 18   | 19   | 17   | 13   | 9     | 4     | ⌀ | 10,1    |
|                       |      |      |      |      |      |      |      |      |      |      |       |       |   |         |
| Luftfeuchtigkeit (%)  | 62   | 62   | 63   | 62   | 67   | 69   | 68   | 71   | 72   | 70   | 68    | 66    | ⌀ | 66,7    |

| −5,8 |

| −5,0 |

| −0,4 |

| 4,6 |

| 9,9 |

| 15,1 |

| 18,4 |

| 17,8 |

| 13,8 |

| 8,3 |

| 3,5 |

| −2,9 |

| −5,8 |

| −5,0 |

| −0,4 |

| 4,6 |

| 9,9 |

| 15,1 |

| 18,4 |

| 17,8 |

| 13,8 |

| 8,3 |

| 3,5 |

| −2,9 |

## Einwohnerentwicklung
| Jahr | Einwohner¹ |
| ---- | ---------- |
| 1950 | 801.444    |
| 1960 | 697.197    |
| 1970 | 641.071    |
| 1980 | 562.994    |
| 1990 | 574.283    |
| 2000 | 590.335    |
| 2010 | 617.680    |
| 2020 | 675.647    |

¹ 1950–2020: Volkszählungsergebnisse

## Geschichte

### Frühe Besiedlung
Der erste Europäer, der sich in diesem Gebiet ansiedelte, war im Jahr 1625 der britische Siedler William Blaxton. 1629 verkaufte er Ländereien an Siedler. Die im Juni 1630 ankommenden Puritaner hatten Besitzrechte über die ganze Kolonie und überließen ihrerseits nunmehr Blaxton Land zur Bebauung. Die englischen Emigranten gruppierten sich in einer Siedlung auf einer Halbinsel, die von den indianischen Ureinwohnern Shawmut und von den Engländern zuerst Trimountaine (eigentlich „drei Berge“) genannt wurde. Damals war die von der Massachusetts Bay umgebene Halbinsel nur durch eine sehr schmale Landverbindung mit dem Festland verbunden. Der zweite Gouverneur der Massachusetts Bay Colony, John Winthrop, gab der Siedlung den Namen Boston und gründete damit am 7. Septemberjul. / 17. September 1630greg. die Stadt. Der Name geht zurück auf eine Stadt gleichen Namens in Lincolnshire, England, aus der einige der Pilgerväter stammten oder hier inhaftiert gewesen sind.
John Winthrop hatte eine als „A Model of Christian Charity“ berühmt gewordene Predigt gehalten, in der er die neue Stadt als City upon a Hill bezeichnete und zum Ausdruck brachte, dass die Puritaner sich in einem besonderen Vertrag mit Gott verbunden wussten. Die puritanischen Werte, insbesondere Arbeit, Bildung und Gottesfürchtigkeit stabilisierten die Gesellschaft in hohem Maße und sind auch noch heute Bestandteil des gesellschaftlichen Leitbildes in Boston und Neuengland. So wurde bereits 1635, wenige Jahre nach der Siedlungsgründung, mit der Boston Latin School eine erste Lateinschule und 1636 mit der Harvard University die erste Universität Amerikas gegründet.
Am 1. Juni 1660 wurde die Quäkerin Mary Dyer auf Grund eines Gesetzes von 1658, das ihren Glauben verbot, öffentlich hingerichtet. Sie gilt als die letzte religiöse Märtyrerin Nordamerikas und die erste Märtyrerin des Quäkertums.
In der Stadt brachen mehrmals die Pocken aus, Epidemien traten 1721, 1730, 1752, 1764, 1776, 1778 und 1792 auf.
Am 20. März 1760 brach ein Stadtbrand aus, der 174 Häuser und 175 Läden zerstörte. Das Feuer vernichtete etwa ein Zehntel der Stadt. Über Personenschäden wurde nicht berichtet.

### 1773 Boston Tea Party

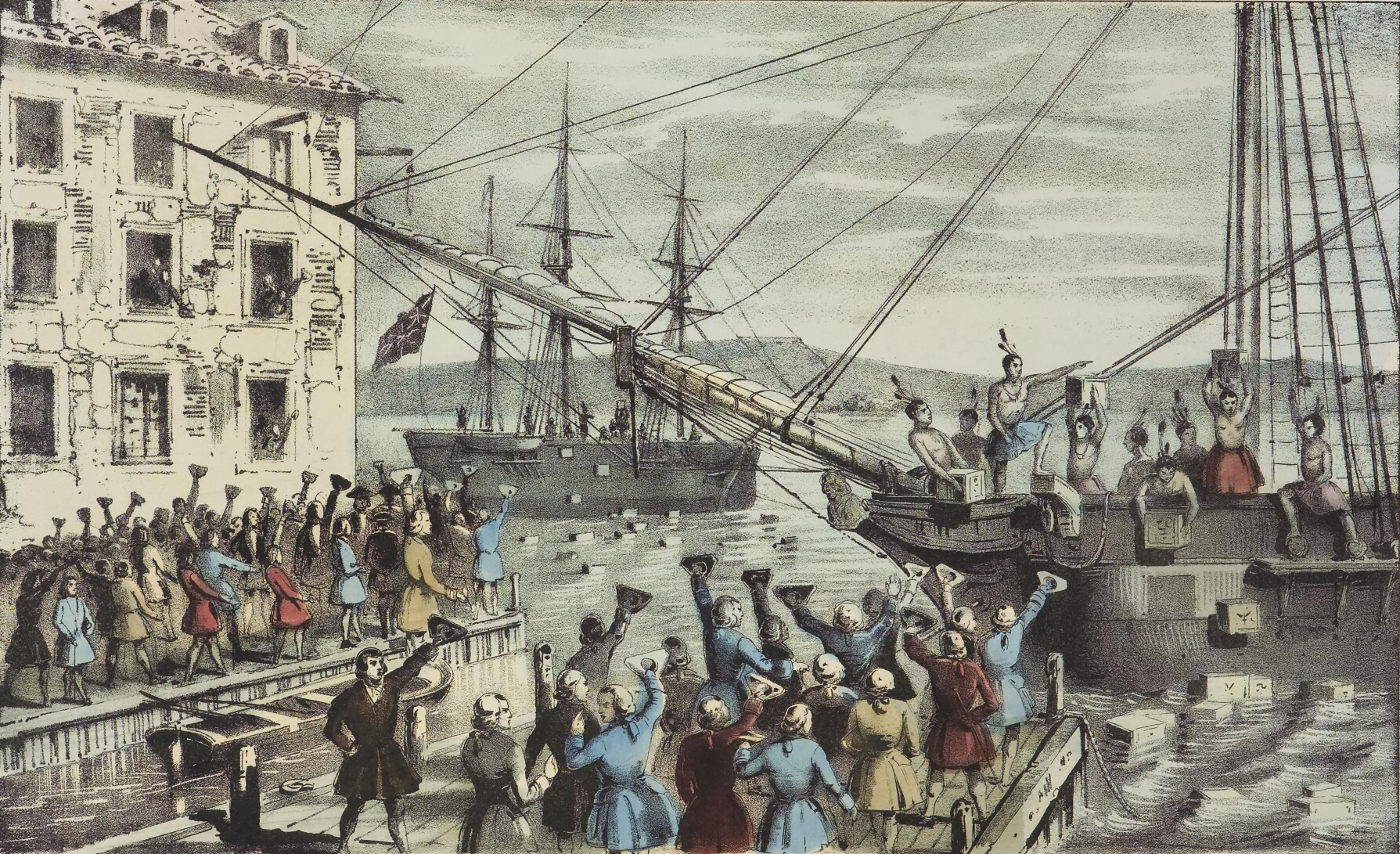
Boston Tea Party

Bekannt wurde die Stadt durch die Boston Tea Party vom 16. Dezember 1773. Damals lösten Proteste gegen eine Erhöhung der Teesteuer durch das britische Parlament den Unabhängigkeitskrieg aus. Eine rote Pflasterspur, der ungefähr vier Kilometer lange Freedom Trail, Amerikas „Pfad der Freiheit“, führt zu 16 historischen Stätten in der Stadt, darunter der Boston Common, das Massachusetts State House sowie das Old State House.

### 1780–1890 Wachstum und Ausdehnung

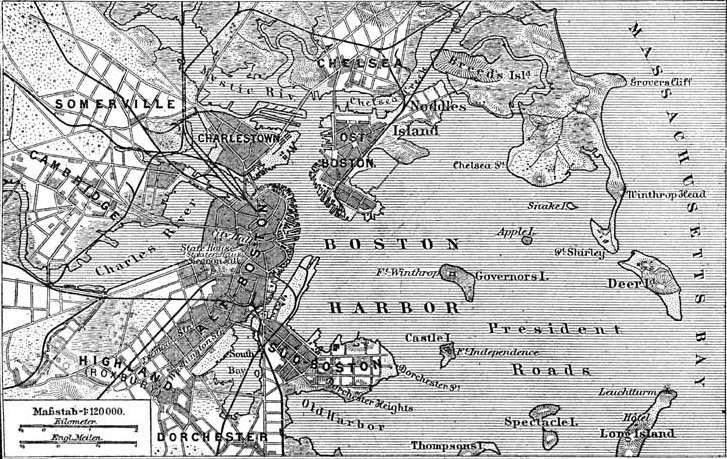
Historische Karte (um 1888)

Nach der amerikanischen Revolution wurde Boston zu einem der reichsten Handelshäfen der Welt. Zu den wichtigsten Handelsgütern gehörten Fische, Rum, Salz und Tabak. Seit den 1820er Jahren begann sich, bedingt durch die zunehmende Einwanderung, auch das Bild der Bevölkerung deutlich zu verändern: Gaben bislang fast ausschließlich protestantische Abkömmlinge englischer Einwanderer den Ausschlag, so nahm nun der Anteil der Katholiken insbesondere irischer und später auch italienischer Abstammung deutlich zu.
Dem enormen Flächenbedarf, der durch die wachsende Einwohnerzahl entstanden war, wurde die Stadt auf eine ungewöhnliche Weise gerecht: Zwischen 1630 und 1890 verdreifachte sich das Stadtgebiet nicht nur durch Eingemeindungen, sondern auch durch Landgewinnungen, insbesondere in den flachen Gewässern des Charles River und der Massachusetts Bay. Die dafür erforderlichen Erdmassen wurden vor allem durch die allmähliche Abtragung der drei Hügel gewonnen, die sich ursprünglich auf der Halbinsel befanden (daher 'Trimountain'). Nur in den Straßen von Beacon Hill kann man noch Reste der einstigen Steigungen erahnen. Das dortige Massachusetts State House, der Sitz des Gouverneurs von Massachusetts, befindet sich auf der Spitze des verkleinerten Hügels.
Von 1842 bis 1846 wurden in Boston durch Horace Wells, Charles Thomas Jackson und William Thomas Green Morton die ersten modernen Narkosen bei chirurgischen Operationen durchgeführt.
1872 wurde die Stadt Boston von dem größten Brand in ihrer Geschichte heimgesucht. Die umfangreichen Trümmer der verbrannten Gebäude wurden danach ebenfalls als Füllmaterial für Landgewinnungen verwendet.

### Melassekatastrophe 1919
Am 15. Januar 1919 ereignete sich ein weiteres schweres Unglück in der Nähe von North End Park, bei dem 21 Menschen zu Tode kamen und weitere 150 verletzt wurden. Ein Melasse-Tank hielt aufgrund fehlerhafter Konstruktion dem Druck seines Inhalts nicht mehr stand und zerbarst, woraufhin sich 14.000 Tonnen Melasse in die Straßen Bostons ergossen und 21 Passanten ertränkte.

### Seit dem frühen 20. Jahrhundert

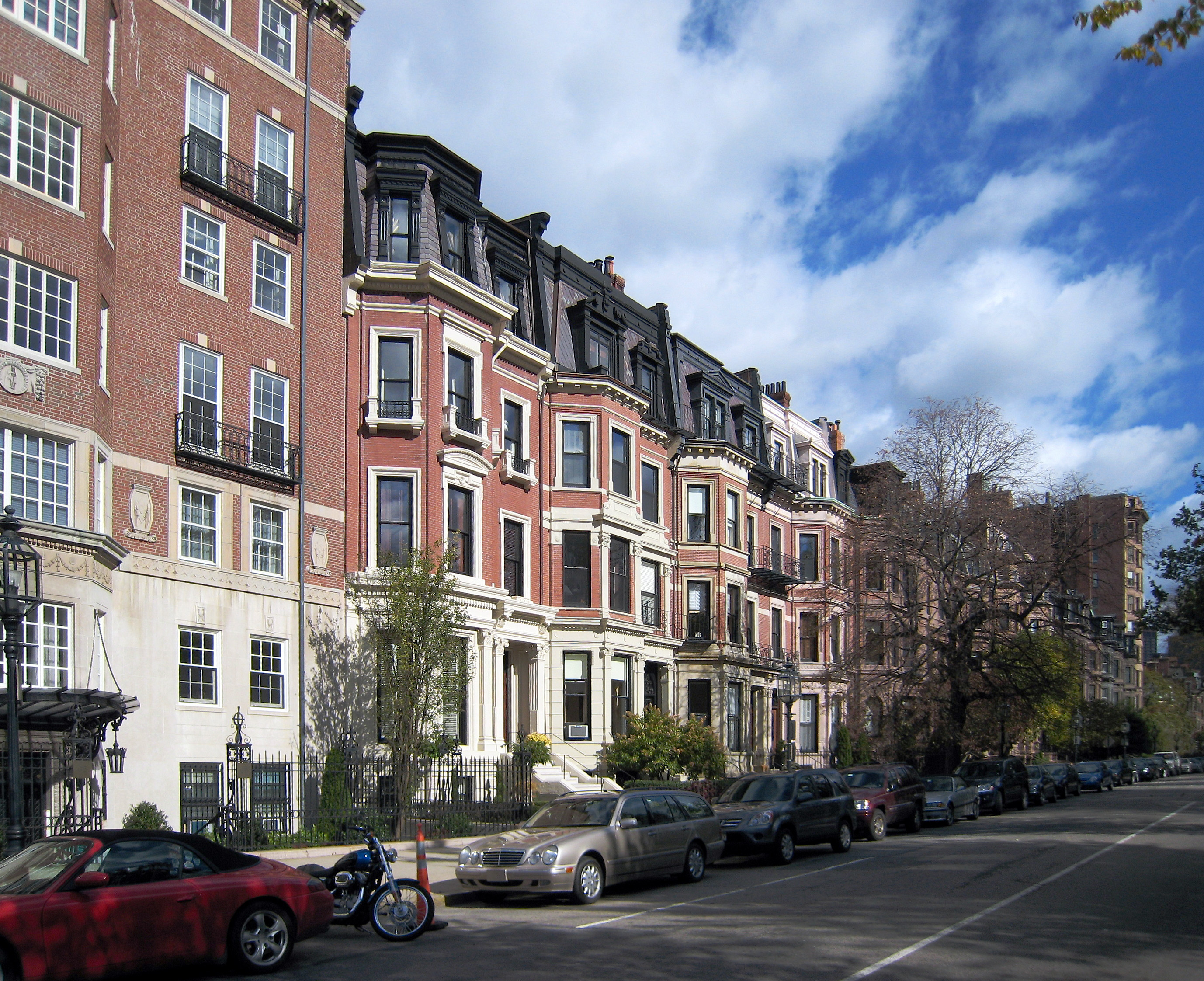
Commonwealth Avenue, eine der reichsten Straßen in Boston

In den 1920er und 1930er Jahren durchlebte die Stadt Boston einen Strukturwandel, der durch den Rückzug alter Industrien gekennzeichnet war, der mit der im Vergleich zu anderen Gebieten in den USA hohen Lohnstruktur zu tun hatte. Der Produktionsfaktor Arbeit war für viele Industriebetriebe zu teuer geworden, so dass sie abwandern mussten. In der Folge reagierte die Stadt mit verschiedenen Initiativen, die unter dem Namen Urban Renewal bekannt geworden sind. Diese Initiativen beinhalteten diverse Stadtentwicklungsprogramme, die durch die Boston Redevelopment Authority (BRA) nach der Initiierung im Jahr 1957 durchgeführt wurden. Bei den frühen Projekten wurde viel Kredit verspielt, da die Stadterneuerungsaktivitäten in vielen Fällen zu Lasten der Bevölkerungsgruppen mit unterdurchschnittlichem Einkommen ging. Diese Politik führte zu der Verdrängung großer Bevölkerungsteile aus der Kernstadt. In späteren Projekten wurde diese Politik abgeändert, und es wurde das sogenannte Linkage-Prinzip als eine Art sozialer Ausgleich eingeführt. Dieses Prinzip, das bis heute fortgeführt wird, ist durch einen finanziellen Ausgleich zwischen strukturstarken und -schwachen Kernstadtgebieten gekennzeichnet. Den Entwicklern lukrativer Bauprojekte wird eine Abgabe auferlegt, die im Anschluss für die Revitalisierung verfallender Wohn- und Gewerbegebiete eingesetzt wird.

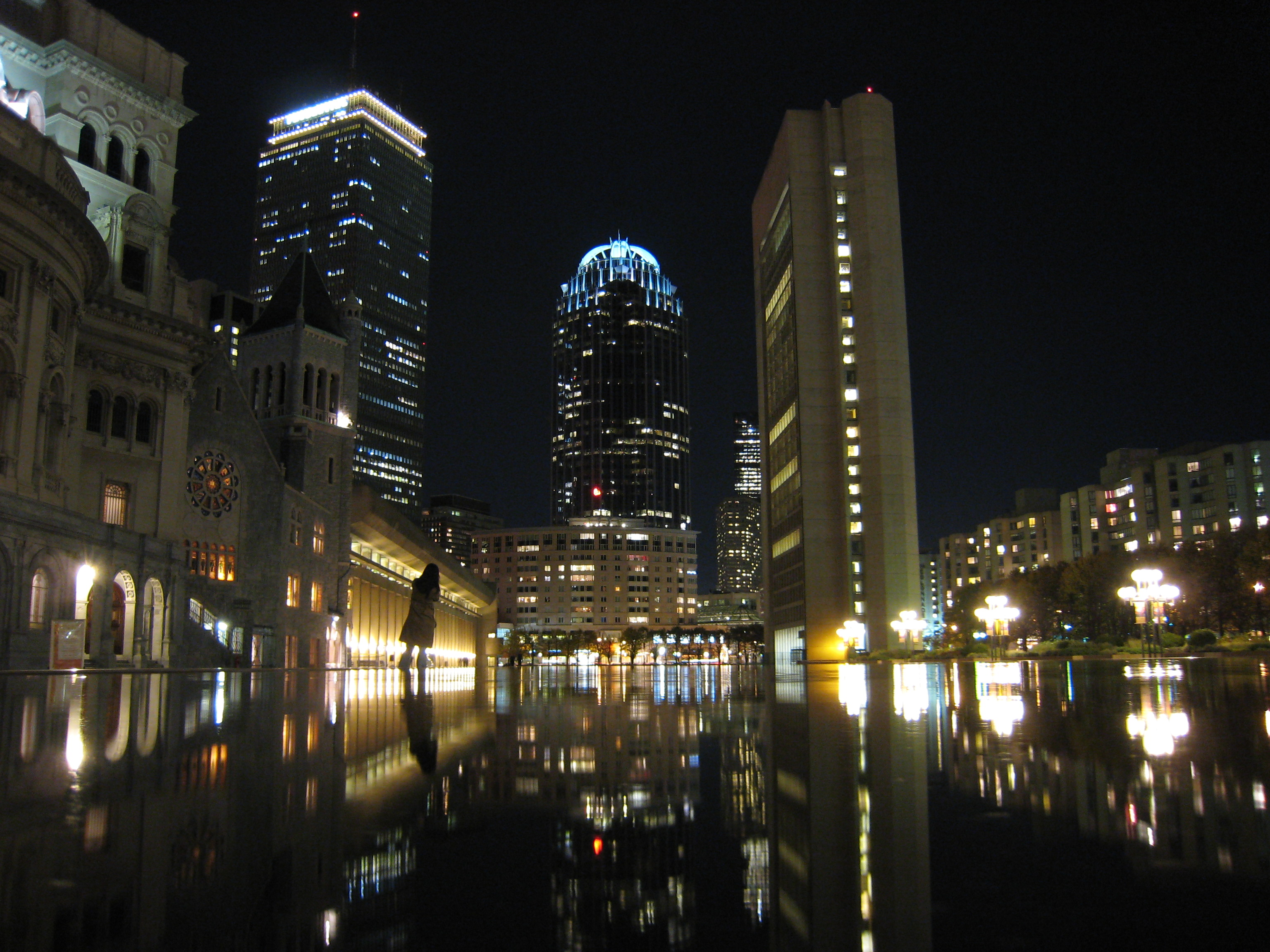
Zentrum von Back Bay bei Nacht, Blick auf den Prudential-Turm vom Christian-Science-Zentrum

Mit dem in den 1970er Jahren einsetzenden Wirtschaftswachstum, das insbesondere durch den Medizinsektor getragen wurde, entwickelte sich die wirtschaftliche Dynamik zum ersten Mal seit mehr als 30 Jahren wieder positiv. In dieser Zeit zählten die in Boston ansässigen Kliniken Massachusetts General Hospital, Beth Israel Deaconess Medical Center und Brigham and Women's Hospital zu den national führenden medizinischen Einrichtungen unter anderem in Bezug auf medizinische Innovationen. Doch auch der allgemeine Wissenschaftssektor, der in Boston schon immer für das wirtschaftliche Wachstum von Bedeutung war, konnte in dieser Zeit vermehrt Studenten anziehen.
Der bereits seit den 1920er Jahren immer stärker zunehmende Autoverkehr führte allerdings auch zu neuen Problemen. Diese waren gerade in Boston nicht einfach zu lösen, da die Innenstadt zu den ältesten und am dichtesten bebauten in den ganzen USA gehörte. Genau diesen Umstand sahen die verantwortlichen Lokalpolitiker Ende der 1940er Jahre jedoch als Teil des Problems. So wurde in den folgenden Jahren eine etwa vier Kilometer lange, sechsspurige Stadtautobahn als aufgeständerte Hochstraße quer durch das Herz der Stadt gelegt. Dies löste die Verkehrsprobleme jedoch nur für kurze Zeit und hatte auch eine Zerschneidung der Innenstadt bewirkt. Um die städtebaulichen Folgen des Straßendurchbruchs abzumildern und gleichzeitig die Verkehrsprobleme zu lösen, wurde in den 1980er Jahren das als Big Dig bekannte größte Straßenbau- und Revitalisierungsprojekt der Vereinigten Staaten initiiert. Die Fertigstellung dieses Projektes erfolgte wegen seines Umfangs allerdings erst im Jahr 2007.

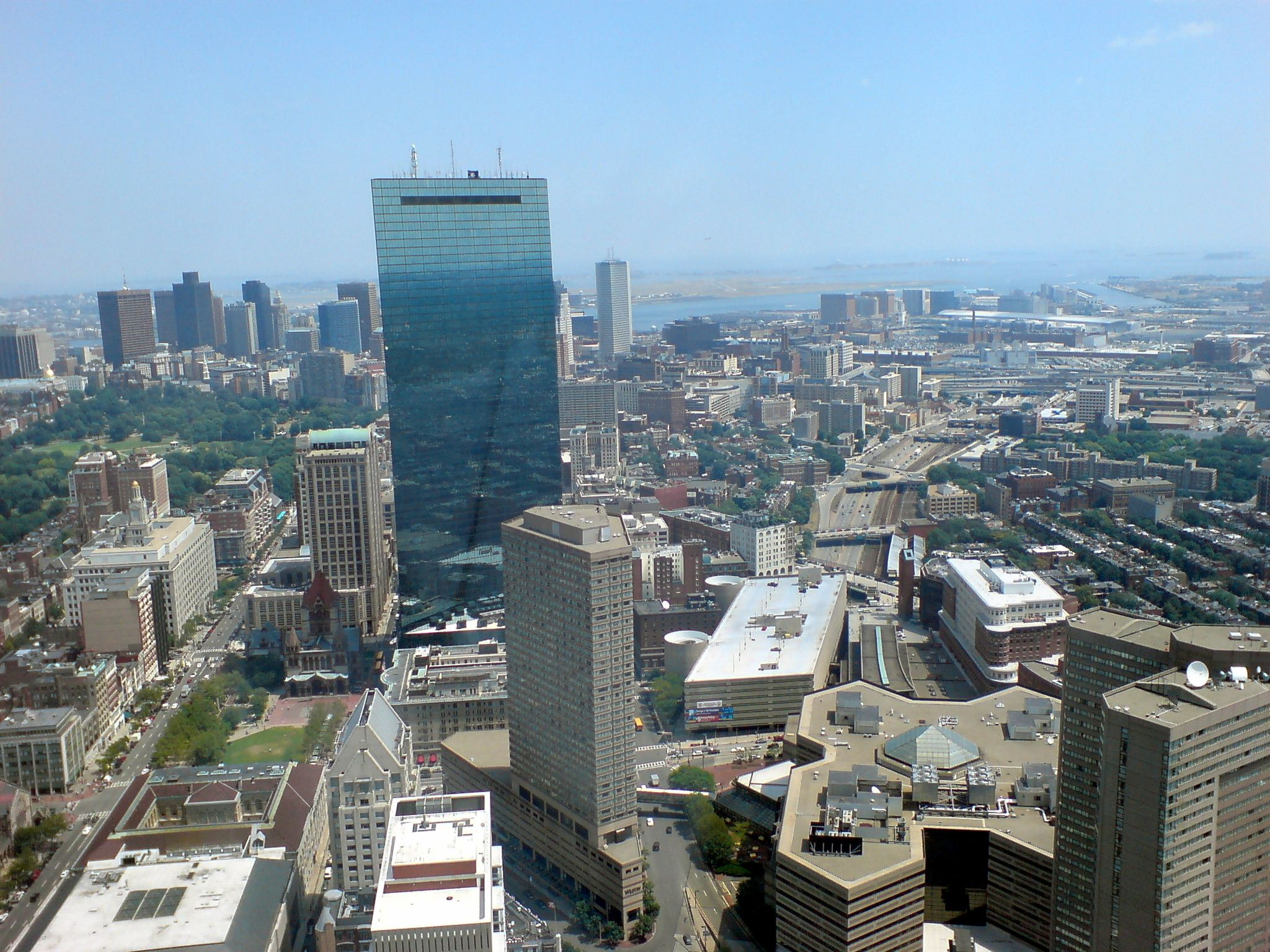
Blick vom Prudential Tower über Boston

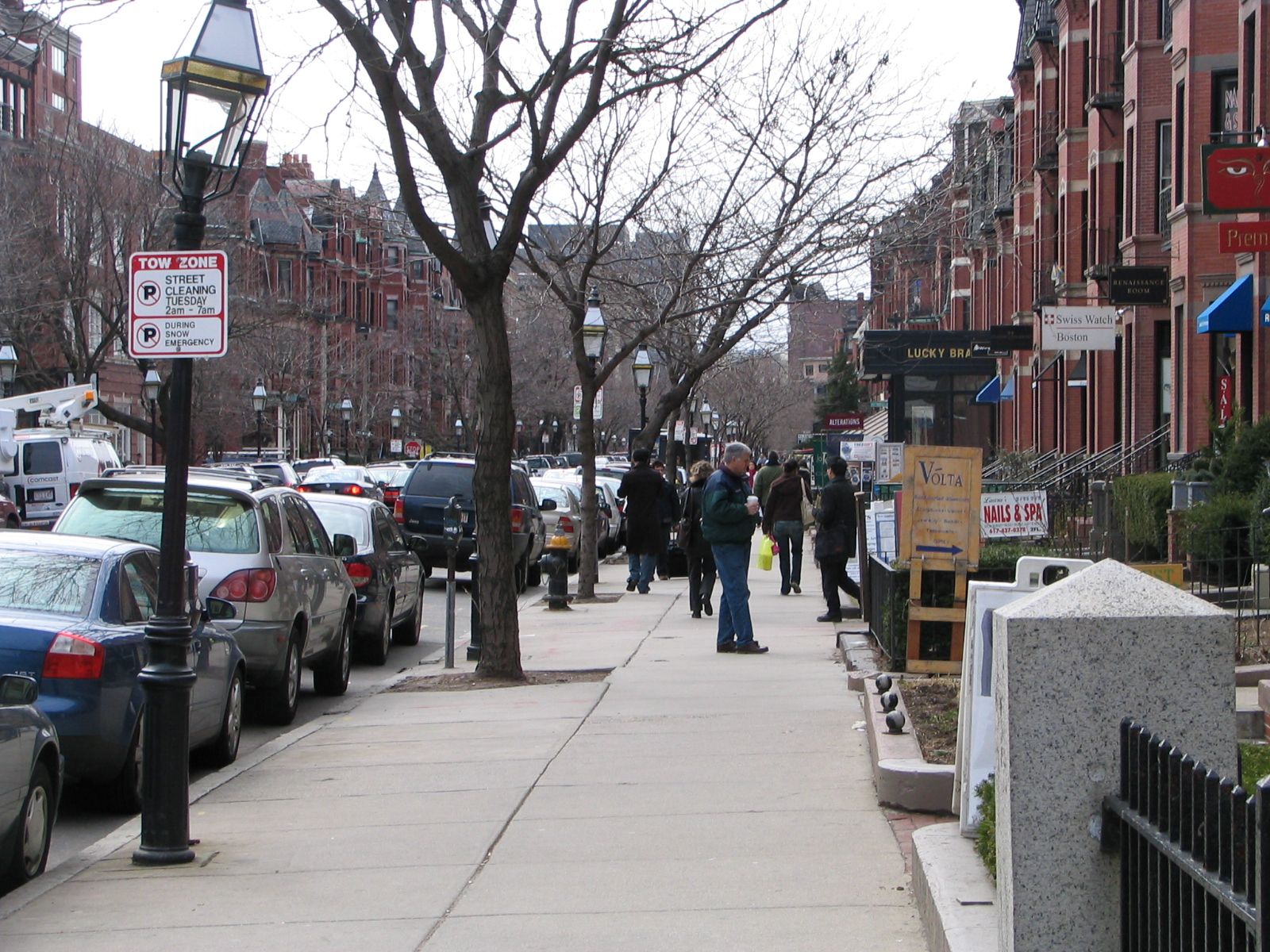
Newbury Street

Im frühen 21. Jahrhundert wuchs Boston schließlich zu einem internationalen, intellektuellen und technologischen Zentrum heran. Auch spielte die Stadt eine national bedeutende Rolle im politikwissenschaftlichen Bereich. Allerdings kam es auch zu einem Bedeutungsverlust von regionalen Institutionen im Finanzbereich und innerhalb des journalistischen Sektors. So wurde die Zeitung The Boston Globe von der New York Times und die in Boston ansässige Versicherung FleetBoston Financial von der Bank of America übernommen. Weitere problematische Entwicklungen waren Gentrifizierungsprozesse, das heißt soziale Verdrängung aus Wohngebieten. Diese gingen seit den 1970er Jahren mit steigenden Grundstücks- und Wohnungspreisen einher. Im Jahr 2004 hatte der Großraum Boston das national höchste Niveau bei den Lebenshaltungskosten und der Staat Massachusetts war der einzige US-Bundesstaat, bei dem die Bevölkerungszahl rückläufig war.

Teil des State House, Sitz der Regierung von Massachusetts

Ein weiterer Trend der Stadtentwicklung seit Beginn der zweiten Hälfte des 20. Jahrhunderts ist auch die Revitalisierung brachgefallener Hafenflächen. Projekte, die in Boston in diesem Bereich vorangetrieben wurden und werden, sind der sogenannte Harborwalk, ein durchgängiger Gehweg entlang der sogenannten Waterfront im North End, der durch Querungen auch an die Innenstadt anschließt, die Revitalisierung vom Kai Rowes Wharf durch einen Mischnutzungskomplex, die Revitalisierung des Areals Fort Point Channel und der Bau des Boston Exhibition und Convention Center sowie die Revitalisierung des Charlestown Navy Yard (größtes zusammenhängendes Revitalisierungsgebiet der USA).

## Politik

Parkplatz des Government Center (Regierungszentrum) im Zentrum Bostons

Das politische System der Stadt ist durch ein starkes exekutives System gekennzeichnet. Der Bürgermeister, dessen reguläre Amtszeit vier Jahre beträgt, ist mit weitreichenden Entscheidungskompetenzen ausgestattet. Die Wahl erfolgt in zwei Runden: eine unparteiliche Erstwahl und eine zweite November-Wahl zwischen den zwei Kandidaten der Erstwahl mit den meisten Stimmen. Bürgermeister von Boston ist seit November 2021 Michelle Wu. Sie löste den zuvor seit 2014 amtierenden Marty Walsh ab, welcher ab dem 23. März 2021 Arbeitsminister der Vereinigten Staaten im Kabinett Biden war.
Das Stadtparlament (City Council) wird alle zwei Jahre neu zusammengesetzt. Aus den neun Wards oder Neighborhoods wird je ein Vertreter gesandt. Hinzu kommen vier von der gesamten Stadtbevölkerung bestimmte Kandidaten. Das Schulkomitee wird vom Bürgermeister, wie auch die einzelnen Ressortleiter in der Stadtverwaltung ernannt.
Darüber hinaus haben weitere Behörden einen großen Einfluss auf die Stadtentwicklung. Hier seien vor allem das Massachusetts Department of Conservation and Recreation, die Massachusetts Port Authority (Massport) und die Boston Redevelopment Authority genannt, die einen besonders großen Einfluss für das Leben in der Stadt Boston haben.

State House, Parlament von Massachusetts, am Boston Common

Als Hauptstadt des US-Bundesstaats Massachusetts besitzt Boston aber auch überregionale Regierungsfunktionen. Durch zahlreiche Politiker, einschließlich mehrerer US-Präsidenten (zum Beispiel wurde John F. Kennedy im Bostoner Nachbarort Brookline geboren), hat Boston bzw. der Staat Massachusetts ebenfalls ein starkes politisches Gewicht bei der Bundespolitik der Vereinigten Staaten. Dieser bedeutende Einfluss kommt auch durch verschiedene staatliche Behördeneinrichtungen der USA in Boston zum Ausdruck. So befinden sich hier unter anderem das John F. Kennedy Federal Office Building und das Thomas P. O'Neill Federal Building und neuerdings auch das John Joseph Moakley United States Courthouse, dem Hauptsitz des United States Court of Appeals for the First Circuit
Im Jahr 2006 wurde die Stadt Boston respektive ihr Wahlamt vom Innenminister des Staats Massachusetts dafür gerügt, dass nicht genügend Wahlurnen für eine ordnungsgemäße Durchführung einer Wahl aufgestellt wurden.
Die Stadt Boston ist in den letzten Jahren durch eine sehr niedrige Kriminalitätsrate bekannt geworden. Dieses wird auch der engen Zusammenarbeit zwischen dem städtischen Polizeiapparat und den in den Stadtteilen vorhandenen lokalen Aktionsgruppen zugeschrieben, die maßgeblich zum Nicht-Abgleiten von Jugendlichen in die Kriminalität beiträgt.

## Religion
Boston ist Sitz eines katholischen Erzbischofs (Erzbistum Boston). Auch der Sitz der US-amerikanischen Unitarier-Universalisten befindet sich in Boston, Boston und Massachusetts waren frühe Zentren des nordamerikanischen antitriniatischen Unitarismus.

## Flagge und Siegel
Das Stadtsiegel wurde 1823 angenommen. Gesetzlich geregelt ist, dass das Siegel folgendermaßen aussehen soll: Rund in der Form, einen Teil der Stadt darstellend, das Motto: „SICUT PATRIBUS, SIT DEUS NOBIS“ (Gott sei mit uns, wie er mit unseren Vätern war) und die Inschrift „BOSTONIA CONDITA AD. 1630 CIVITATIS REGIMINE DONATA AD. 1822“ (Boston gegründet 1630 AD Stadtrechte erhalten 1822 AD) beinhaltend. Die Flagge hat einen hellblauen Hintergrund und trägt in der Mitte das Stadtwappen. Eine gesetzliche Vorschrift schützt die Flagge.

## Demografie
Die Bevölkerung bestand laut Schätzungen des United States Census Bureau im Jahr 2022 zu 44,2 Prozent aus Weißen und zu 22,5 Prozent aus Afroamerikanern (2015: 46,2 %, 24,7 %); 9,7 Prozent waren asiatischer Herkunft (2015: 9,1 %). 19,6 Prozent der Bevölkerung waren Hispanics
Der Median des Einkommens je Haushalt lag im Mittel der Jahre 2018 bis 2022 bei 89.212 US-Dollar pro Jahr (nach Kaufkraftindex 2022), 2015 bei 55.777 US-Dollar. Das jährliche Pro-Kopf-Einkommen belief sich im Durchschnitt der Jahre 2018 bis 2022 auf 55.949 US-Dollar. 2022 lebten 17,5 % der Bevölkerung Bostons unterhalb der Armutsgrenze, 2015 21,5 %.

## Wirtschaft und Verkehr

### Überblick
Die Metropolregion von Boston erbrachte 2016 eine Wirtschaftsleistung von 422,7 Milliarden US-Dollar und belegte damit Platz 9 unter den Großräumen der USA und gehört auch weltweit zu den leistungsstärksten Wirtschaftsregionen. Die Arbeitslosenquote betrug nur 2,9 Prozent (Stand: Mai 2018).
Nach einer Statistik von 2016 war Boston die US-Region mit der größten Ungleichheit im Einkommen. Die Top-5 % erzielten ein Einkommen von 266.224 $, während die untersten 20 % im Schnitt 14.942 $ verdienten. Noch gravierender ist der Unterschied zwischen einzelnen Ethnien. Ein durchschnittlicher weißer Haushalt hat ein Vermögen von 247.500 $, der durchschnittliche schwarze Haushalt besitzt 8 $.
In einer Rangliste der Städte mit der höchsten Lebensqualität weltweit belegte Boston im Jahre 2018 den 35. Platz von 231 untersuchten Städten und den zweiten innerhalb der Vereinigten Staaten.

### Allgemeine Wirtschaftsstruktur
Die Wirtschaftsstruktur Bostons wird maßgeblich durch die hier ansässigen höheren Bildungseinrichtungen mitgeprägt. So zählen diese Einrichtungen nicht nur zu den größten Arbeitgebern der Stadt, sondern sind auch Kristallisationspunkt für die Ansiedlung vieler High-Tech-Unternehmen, wie zum Beispiel aus dem IT-Bereich und dem Biotechnologiesektor. Im Großraum Boston spielen zudem viele produzierende Unternehmen aus dem Verteidigungsbereich eine große Rolle.
An den insgesamt 32 Hochschulen (inklusive der sonstigen höheren Bildungseinrichtungen) sind laut einem Bericht der Boston Redevelopment Authority aus dem Jahr 2003 mehr als 135.000 Studenten eingeschrieben. Diese tragen mit jährlich 4,8 Mrd. US-Dollar zum Wirtschaftswachstum der Stadt Boston bei.
Gleichzeitig nimmt die Stadt Boston den ersten Platz aller US-amerikanischen Städte bei der Akquisition von Forschungsgeldern im Gesundheitssektor ein.
Darüber hinaus nimmt inzwischen auch der Tourismus eine zentrale Rolle beim Wirtschaftswachstum der Stadt Boston ein. Im Jahr 2005 besuchten geschätzte 17,6 Mio. Personen die Hauptstadt des Bundesstaats Massachusetts. Diese große Zahl an Besuchern verteilten sich auf die Typen klassischer Tourismus, Geschäftsreisende sowie Messe- und Kongressbesucher. Hieraus wurden geschätzte 9,8 Mrd. US-Dollar für Hotelübernachtungen, Verpflegung, Unterhaltungs- respektive Freizeitaktivitäten und die Benutzung der Verkehrsmittel generiert.
Weitere wichtige Wirtschaftszweige sind der Finanzsektor, hier insbesondere der Versicherungsbereich, das Druck- und Verlagswesen (beispielsweise The Boston Globe). Darüber hinaus existieren in Boston inzwischen vier Messe- und Kongresszentren. Dies sind unter anderem das Hynes Convention Center im Stadtteil Back Bay und das neu erbaute World Trade Center Boston an der Waterfront des Stadtteils South Boston. Aufgrund des Regierungssitzes des Staates Massachusetts sind auch die politik- und wirtschaftsnahen Dienstleistungen, wie zum Beispiel Unternehmens- und Politikberater sowie Juristen stark in Boston vertreten.
Führende Unternehmen mit Hauptsitz in Boston sind unter anderem Gillette, eine Tochtergesellschaft von Procter & Gamble, sowie Teradyne, einer der weltweit führenden Hersteller von Testsystemen für Mikroprozessoren und weiteren elektronischen Bausteinen. Darüber hinaus stammt die Unternehmensberatung The Boston Consulting Group aus Boston und hat noch heute hier wie das Wayfair-E-Commerce-Versandhaus ihren Hauptsitz. Der Immobilien-REIT American Tower, dem Sendemasten für Mobilfunkanlagen gehören, hat ebenfalls seinen Hauptsitz in der Stadt. Die pharmazeutische Industrie wird durch den Pharmahersteller Alexion Pharmaceuticals repräsentiert, der seinen Hauptsitz 2018 nach Boston verlagerte. Weitere Unternehmen befinden sich im Umland der Stadt. Hier sei insbesondere auf die sogenannte Route 128 verwiesen.

### Bedeutung des Finanzsektors

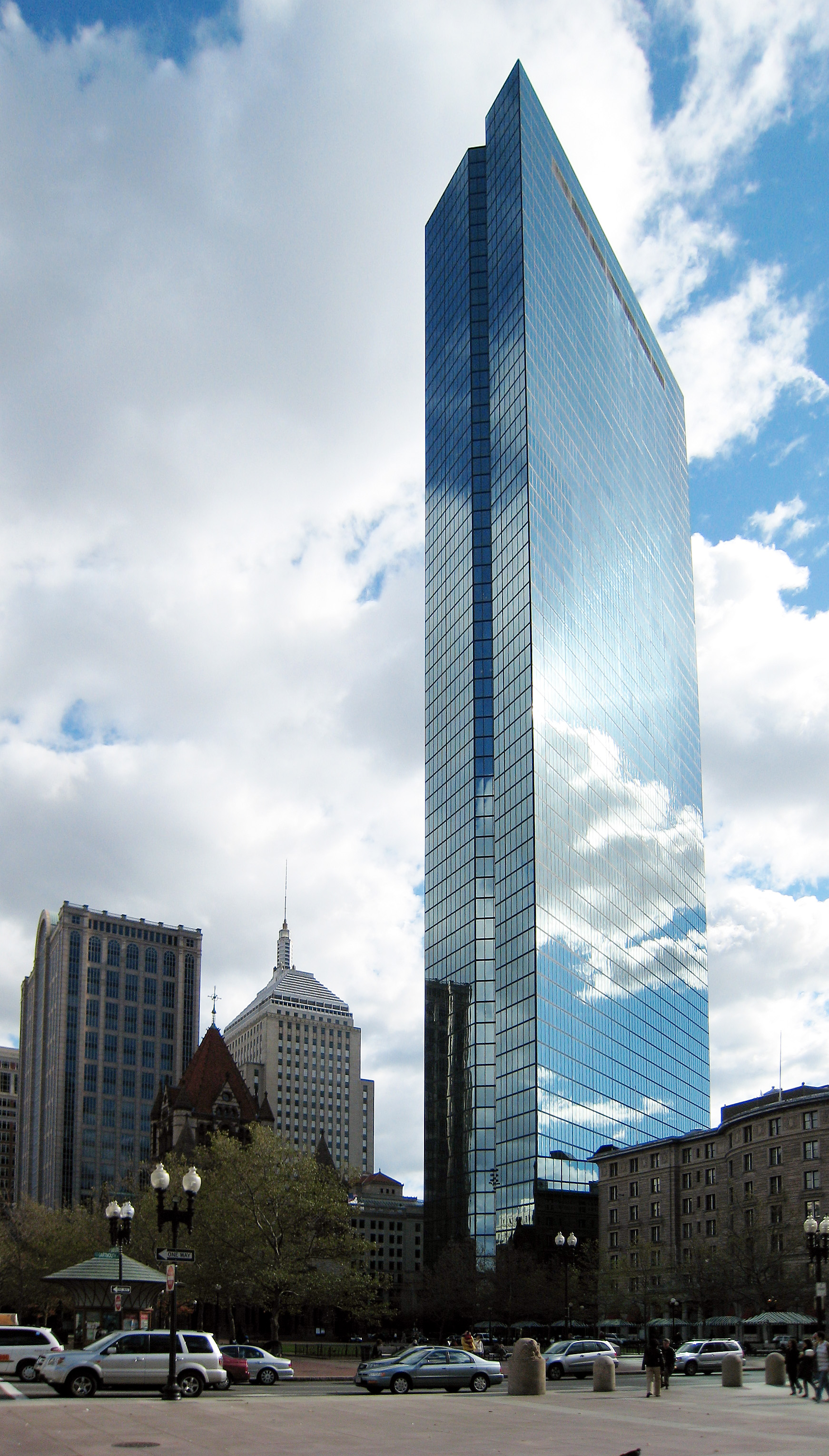
Der 1976 errichtete und 241 Meter hohe John Hancock Tower ist das höchste Gebäude Bostons

Der FIRE-Sektor (Abkürzung für Finance, Insurance and Real Estate) ist für die wirtschaftliche Entwicklung der Stadt Boston neben dem Bildungssektor von besonderer Bedeutung. Dieser Einfluss resultiert insbesondere aus dem Einfluss des Finanzsektors auf Beschäftigung, Ausbildung, wirtschaftliche Entwicklung und Wohnungsbau. Für diese Bereiche spielt die Kapitalverfügbarkeit innerhalb der Region eine besondere Rolle.
Der Finanzsektor beschäftigt in der Stadt Boston geschätzte 111.000 Angestellte. Diese gilt als eines der Finanzzentren im Nordosten der USA. Die Firma Fidelity Investments mit 11.250 Mitarbeitern war 2001 der Platzhirsch unter den Finanzunternehmen der Stadt, gefolgt vom Unternehmen John Hancock Insurance mit 4.793 Angestellten, das inzwischen vom kanadischen Konzern Manulife Financial übernommen wurde.
Die enorme Finanzkraft der Stadt spiegelt sich auch in der Architektur wider. So wurde das Prudential Center während des Baus mehrfach kernsaniert und gehört heute zu den teuersten und schwersten Gebäuden der Welt.
In einer Rangliste der wichtigsten Finanzzentren weltweit belegt Boston den 10. Platz und den dritten innerhalb der Vereinigten Staaten hinter New York und San Francisco.(Stand: 2018).

### Transport- und Verkehrssysteme

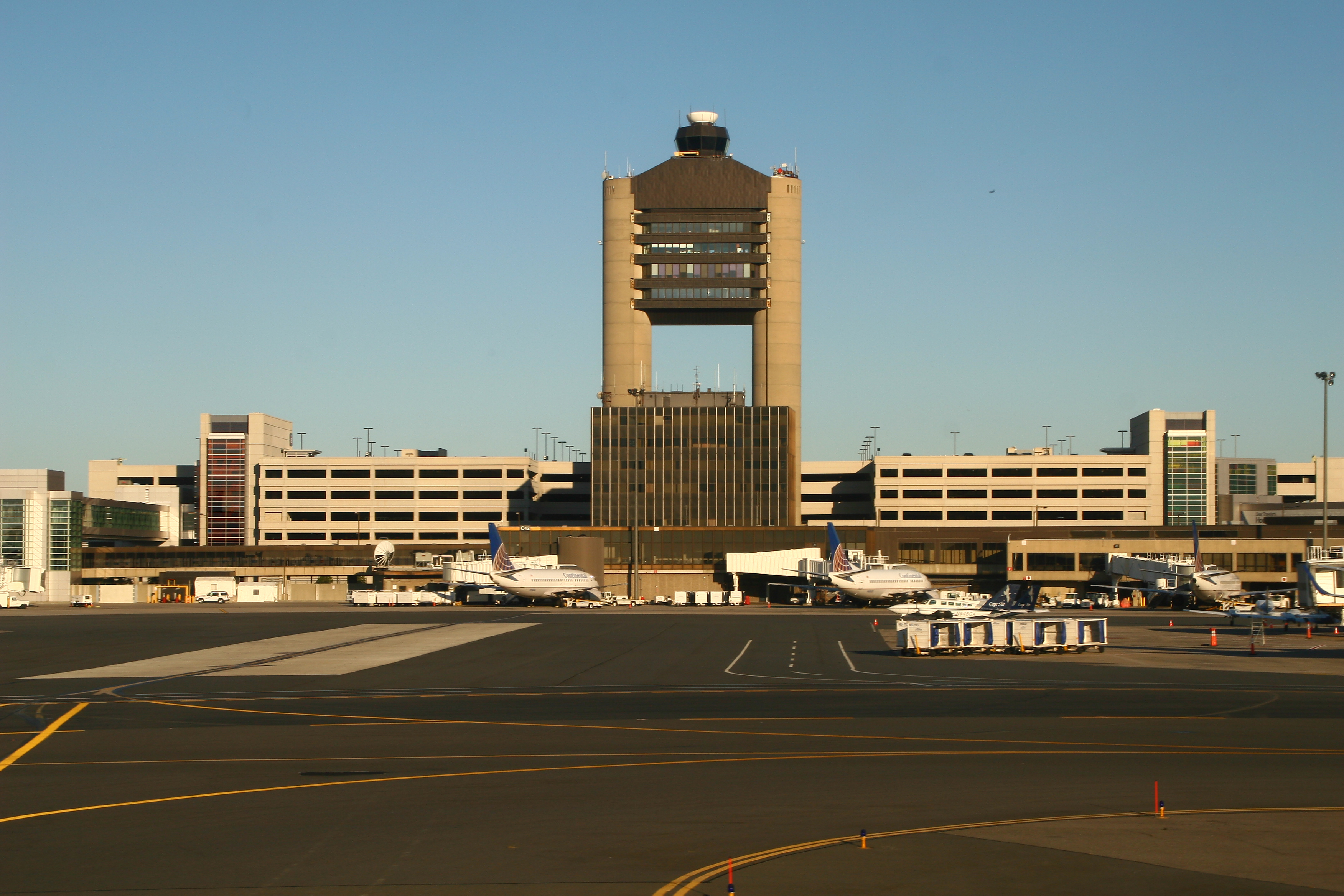
Der Flughafen Logan International Airport mit seinem markanten Tower

Boston ist Standort eines internationalen Flughafens. Der General Edward Laurence Logan International Airport, kurz Logan International Airport, steht nach Passagierzahlen von 27,7 Mio. auf Nr. 19 der US-amerikanischen Flughäfen, aber auf Nummer 1 in den Neuenglandstaaten. Der Seehafen Port of Boston ist nach dem Containerumschlag die Nummer 12 an der Atlantikküste der USA. Sowohl der Flughafen wie auch große Teil des Hafens sind im Besitz der bundesstaatlichen Massachusetts Port Authority (massport), einer von der Stadt Boston unabhängigen Gesellschaft.

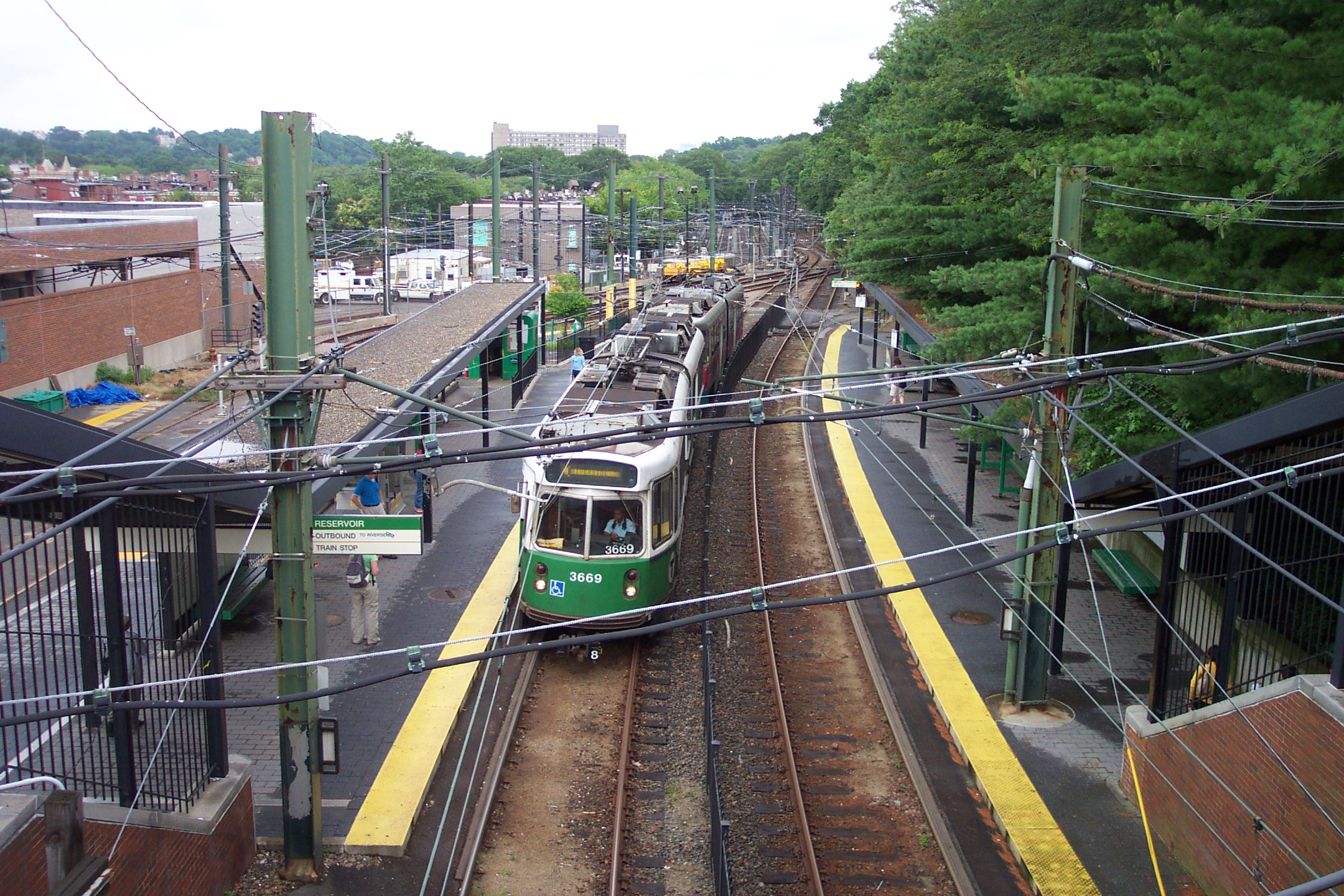
U-Straßenbahn der Green Line in der Station Reservoir

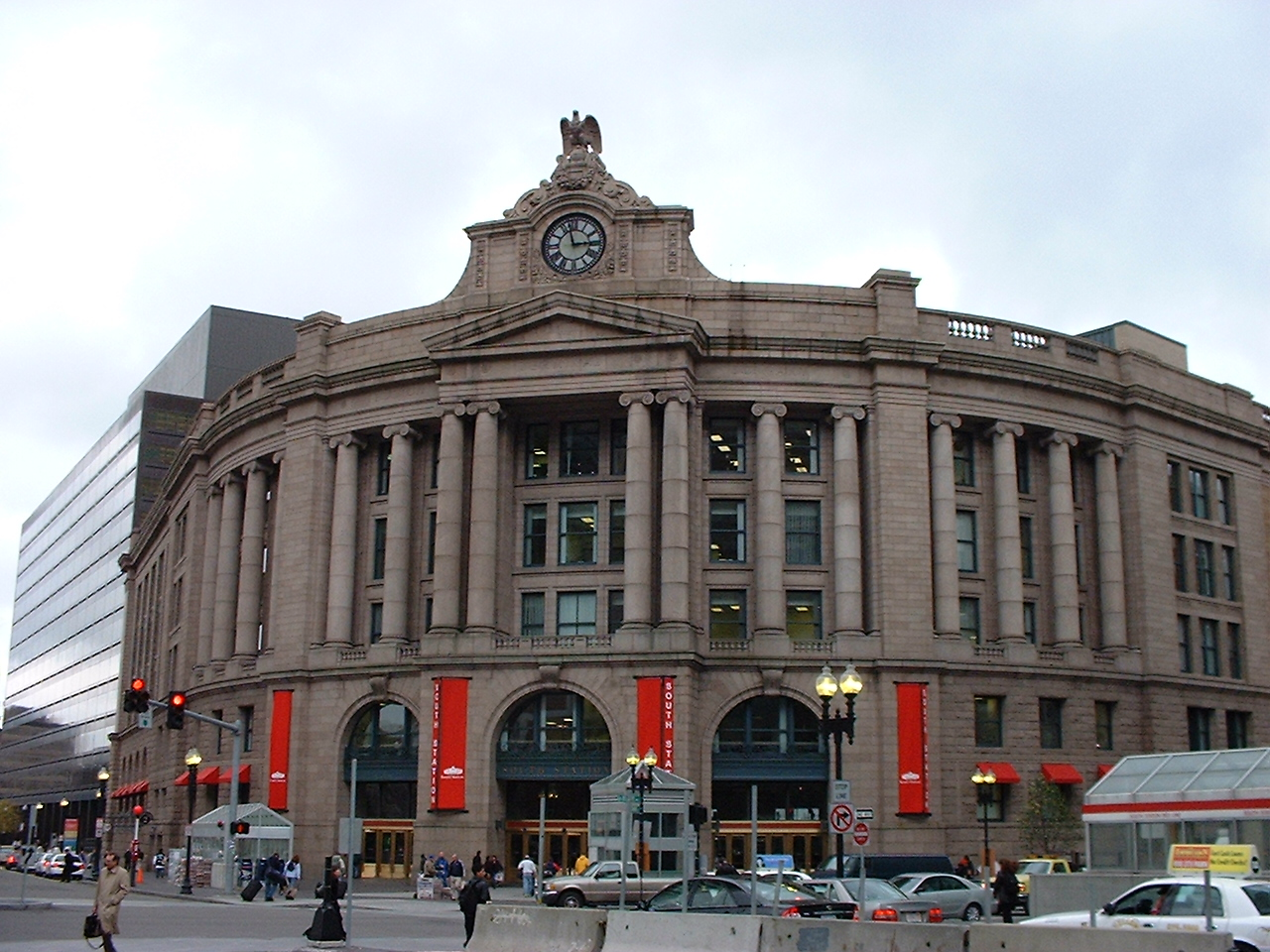
Frontansicht der South Station

Das öffentliche Nahverkehrssystem wird von der Massachusetts Bay Transportation Authority (MBTA) betrieben. Das System besteht aus S- (MBTA Commuter Rail) und vier U-Bahnlinien (subway – blue, green, red, orange) sowie lokalen Omnibuslinien und Umland-Express-Bussen. Im allgemeinen Sprachgebrauch der Bostonians wird das öffentliche Transportsystem einfach als The T bezeichnet. Bedeutende Bahnhöfe in Boston sind South Station und North Station. Die South Station ist unter anderem auch Endpunkt der Amtrak-Verbindung zwischen Washington, D.C., New York und Boston, des sogenannten Nordost-Korridors. Hier kommt der Acela Express, ein Hochgeschwindigkeitszug auf Basis des französischen TGV zum Einsatz.

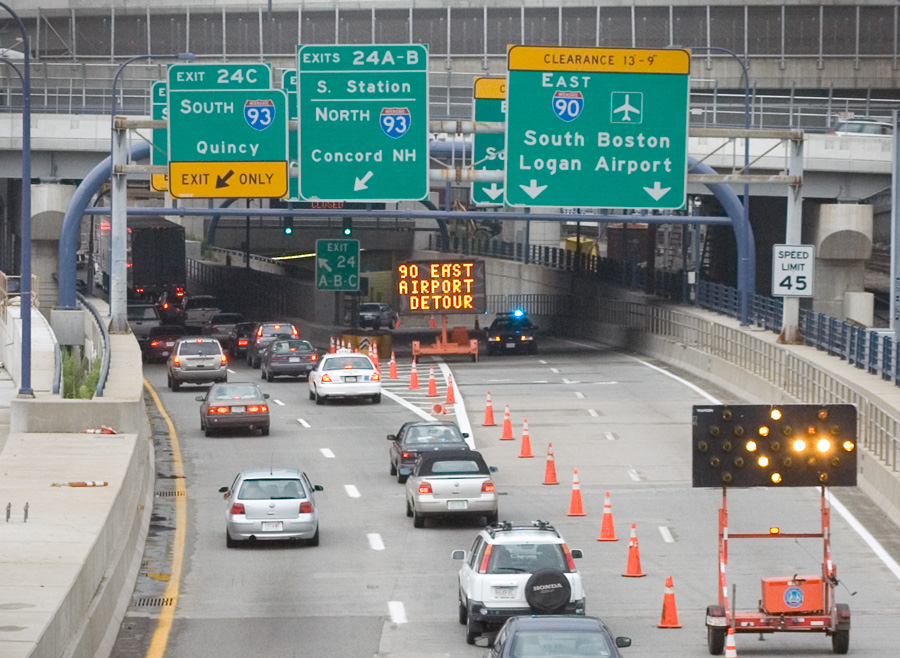
Ted-Williams-Tunnel

Der Individualverkehr wird durch verschiedene Hauptverkehrsachsen bedient. Im Rahmen des sogenannten „Big Dig“ („das große Graben“; eines der aufwendigsten Tiefbauprojekte der Welt) wurden Autobahnen, die die Innenstadt durchschneiden, vor 2007 in Tunnel unter die Erde gelegt. Der sogenannte Massachusetts Turnpike, die Interstate 90, führt westwärts in Richtung der Staatsgrenze zum US-Bundesstaat New York. Die Interstate 95 verbindet als Nord-Süd-Trasse Boston mit Portland in Maine (nordwärts) bzw. New York und Washington, D.C. (in südlicher Richtung). Hinzu kommt mit der Interstate 93 ein weiterer Nord-Süd Interstate-Highway, der als John F. Fitzgerald Expressway vom südlichen Ende der Stadt bis in den Norden nach New Hampshire führt.

### Bildung

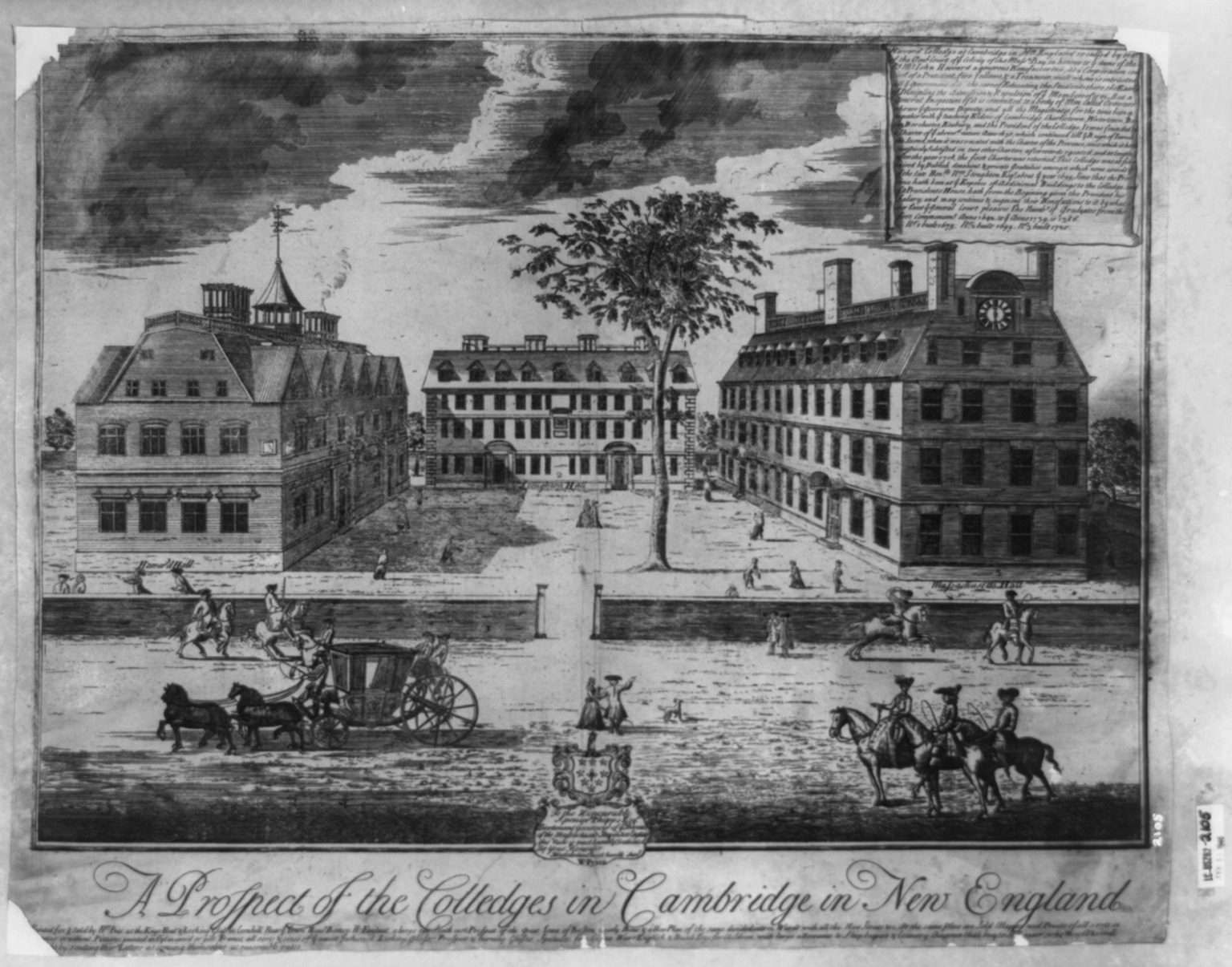
Harvard im 18. Jahrhundert

In Boston und Umland sind verschiedene bekannte Universitäten ansässig.
In der Innenstadt gehören dazu die folgenden:
- Benjamin Franklin Institute of Technology
- Berklee mit dem
  - Berklee College of Music und dem
  - Boston Conservatory at Berklee
- Boston University
- Emerson College
- Emmanuel College
- Forsyth Institute
- Massachusetts College of Art and Design
- Massachusetts College of Pharmacy and Health Sciences
- New England Conservatory of Music
- New England School of Law
- Northeastern University
- Simmons College
- Suffolk University
- University of Massachusetts Boston
- Wentworth Institute of Technology
- Wheelock College

Außerhalb der Kernstadt liegen:
- Babson College
- Bentley University
- Boston College
- Brandeis University
- Bridgewater State College
- Cambridge College
- Framingham State College
- Franklin W. Olin College of Engineering
- Gordon Conwell Theological Seminary
- Harvard University
- Lesley University
- Longy School of Music
- Massachusetts Institute of Technology
- The Art Institute of Boston
- Newbury College
- Pine Manor College
- Regis College
- Salem State College
- Tufts University
- Wellesley College
- Wheaton College

## Sehenswürdigkeiten (Auswahl)

### Überblick

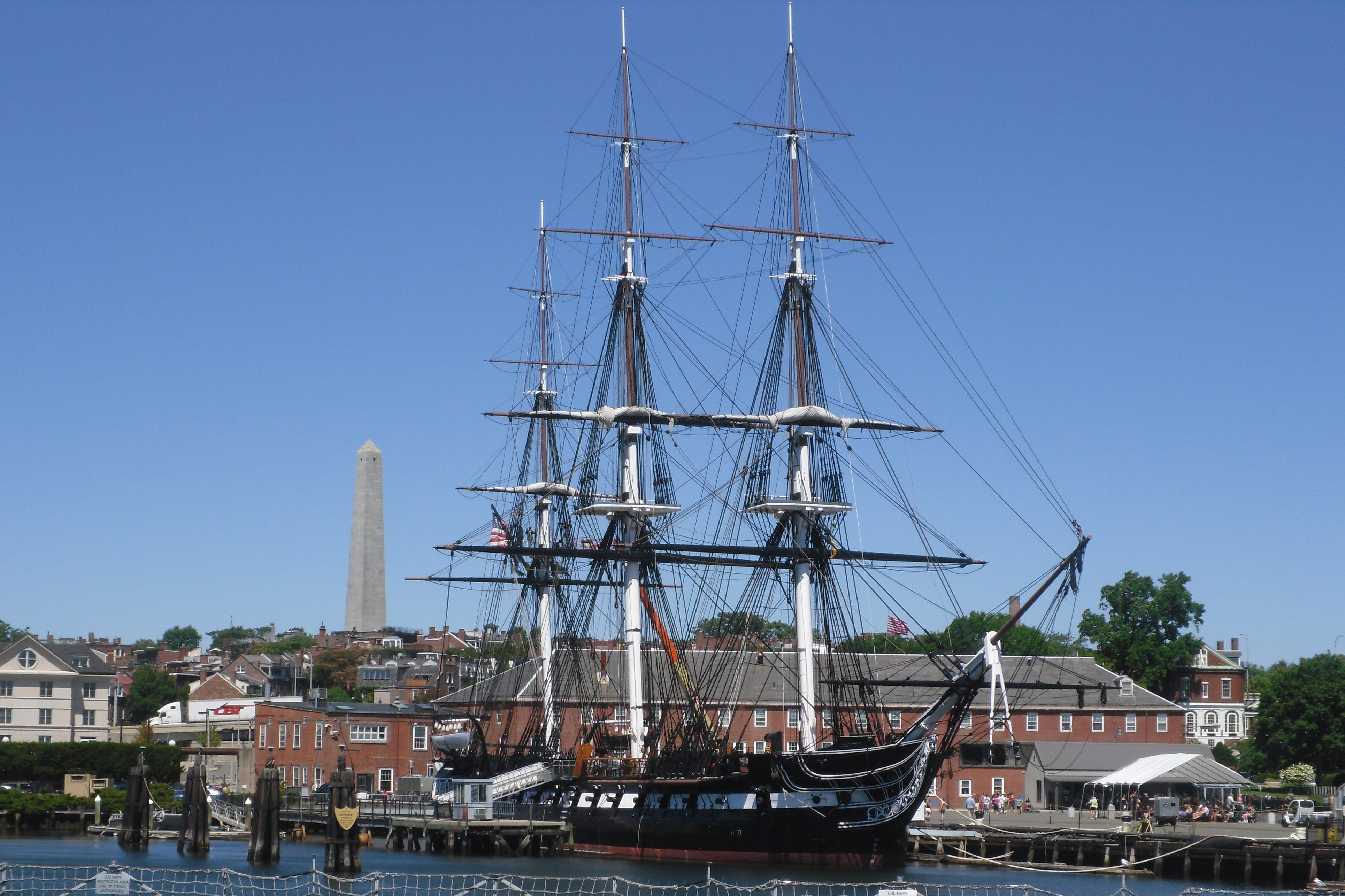
Die Constitution im Hafen von Boston, im Hintergrund das Bunker Hill Monument

Boston weist vor allem geschichtliche und kulturelle Attraktionen mit architektonisch interessanten Ortsteilen innerhalb der Stadt auf, wie unter anderem Back Bay und Beacon Hill. Erholungsgebiete im weiteren Umland sind unter anderem Cape Cod (ca. 85 km südöstlich) und die Insel Martha’s Vineyard (ca. 130 km südlich). Die Skyline von Boston bietet ebenfalls viele sehenswerte Wolkenkratzer.

### Freedom Trail

Freedom Trail

Ein die Bürgersteige entlangführender, roter Strich mit vier Kilometern Länge führt zu Stätten der US-amerikanischen Unabhängigkeitsbewegung. Beginnend am Stadtpark Boston Common, dem ältesten öffentlichen Park der USA, führt er nach Charlestown; dabei werden alle wichtigen 16 Stätten dieser geschichtlichen Periode durchlaufen. Eine Station ist unter anderem das Old State House, von dessen Balkon John Adams 1776 die Unabhängigkeitserklärung verkündete.

### Black Heritage Trail

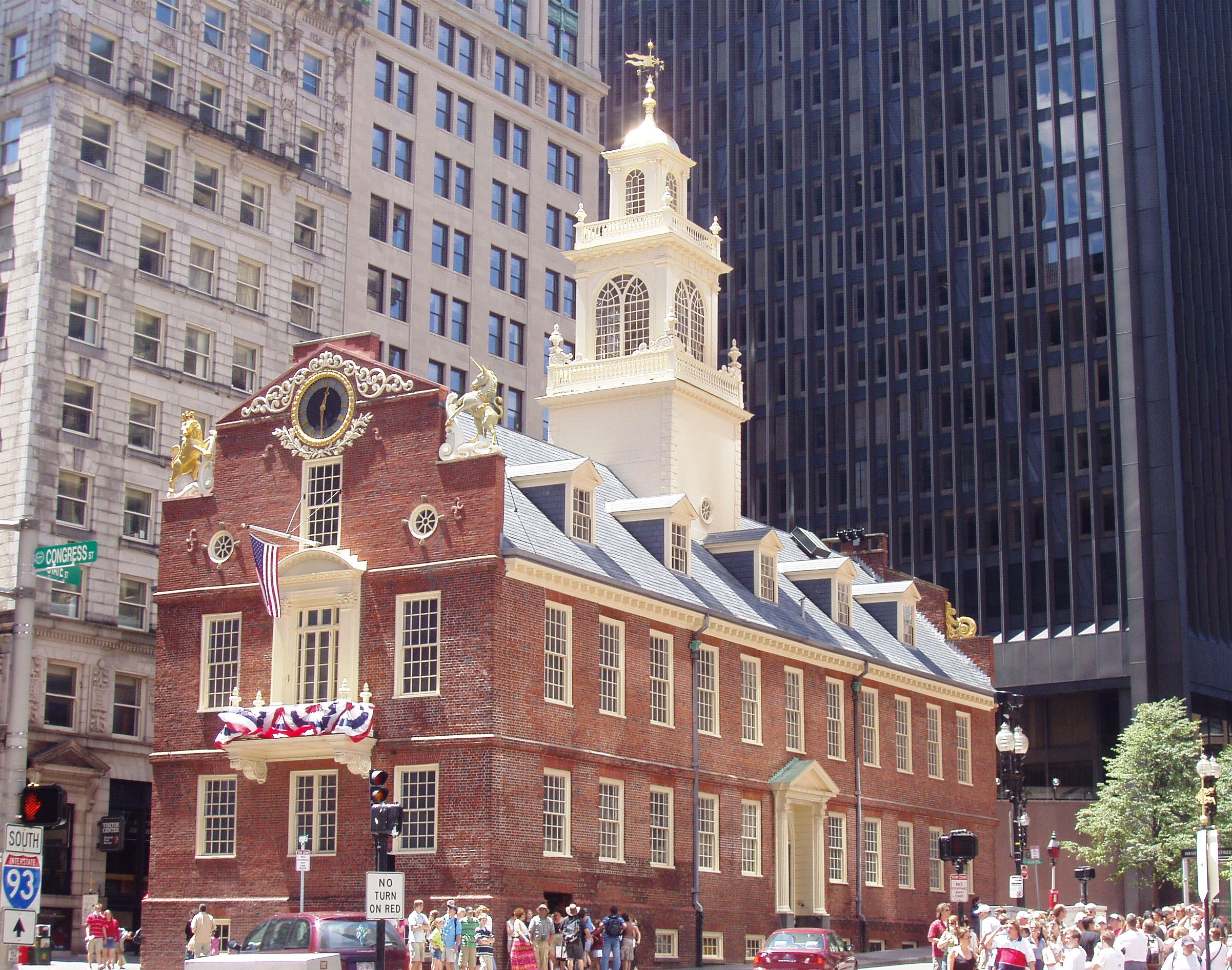
Old State House

Der Black Heritage Trail verbindet auf einer Länge von über 2,5 km historisch bedeutende Stätten der schwarzen amerikanischen Geschichte. Seit dem Memorial Day 2012 beginnt die Tour an der Faneuil Hall und führt an mehr als 15 Orten durch Beacon Hill. Die Stätten dokumentieren wichtige Stationen des Abolitionismus und der Underground Railroad. Einige der Orte sind wegen ihrer herausragenden geschichtlichen Bedeutung zu einer National Historic Site zusammengefasst und bilden die Boston African American National Historic Site.

### Boston National Historical Park
Im National Historical Park sind Sehenswürdigkeiten zusammengefasst, die die Bedeutung der Stadt Boston innerhalb der amerikanischen Revolution deutlich werden lassen. Zu diesen Stätten zählen:
1. Bunker Hill Monument
2. Charlestown Navy Yard (einschließlich der USS Constitution)
3. Faneuil Hall
4. Old North Church
5. Old South Meeting House
6. Old State House
7. Paul Revere House im NRHP mit der Referenznummer 66000785[43]
8. Dorchester Heights Monument

Die sieben erstgenannten Sehenswürdigkeiten befinden sich am Freedom Trail.

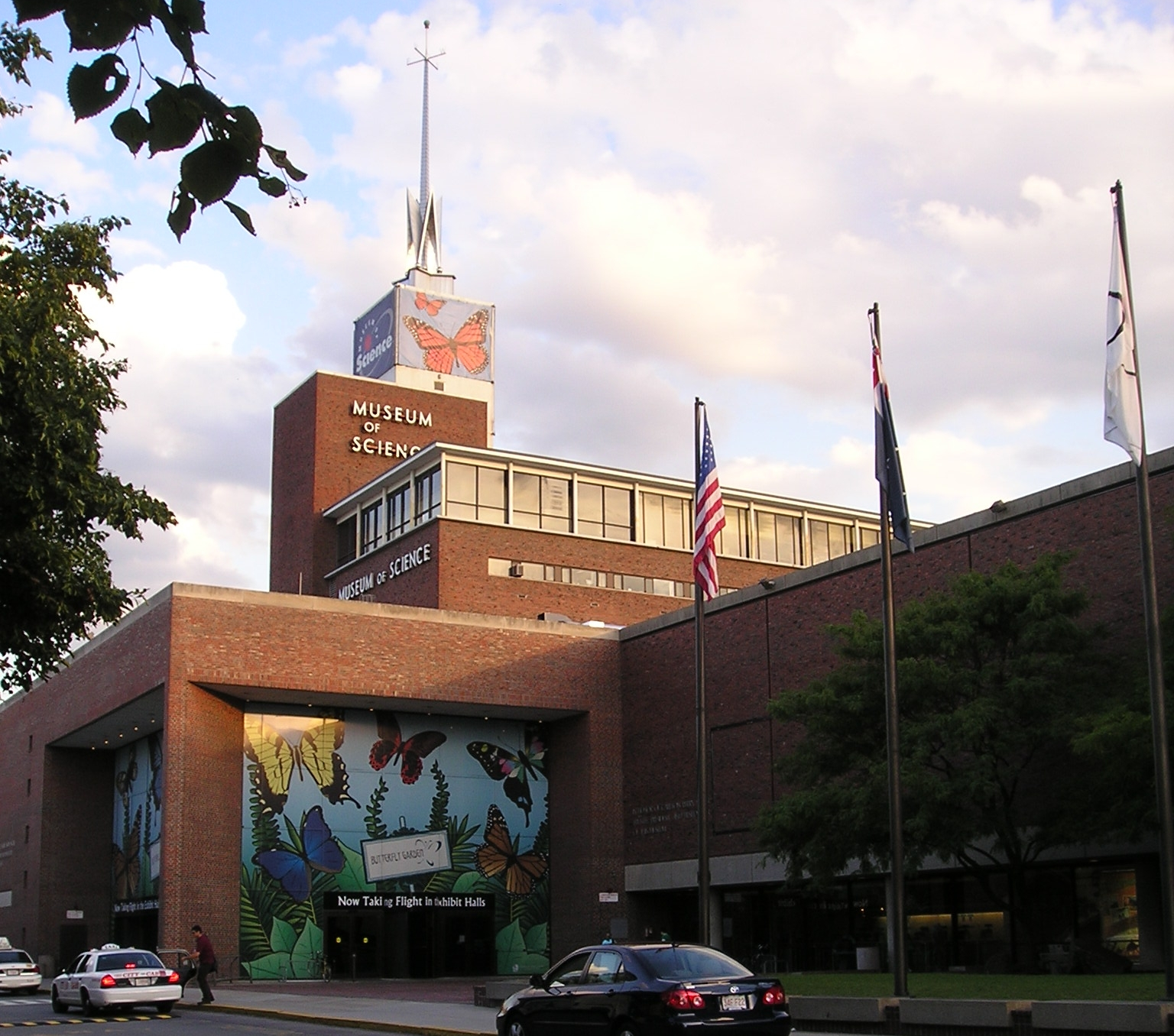
Museum of Science

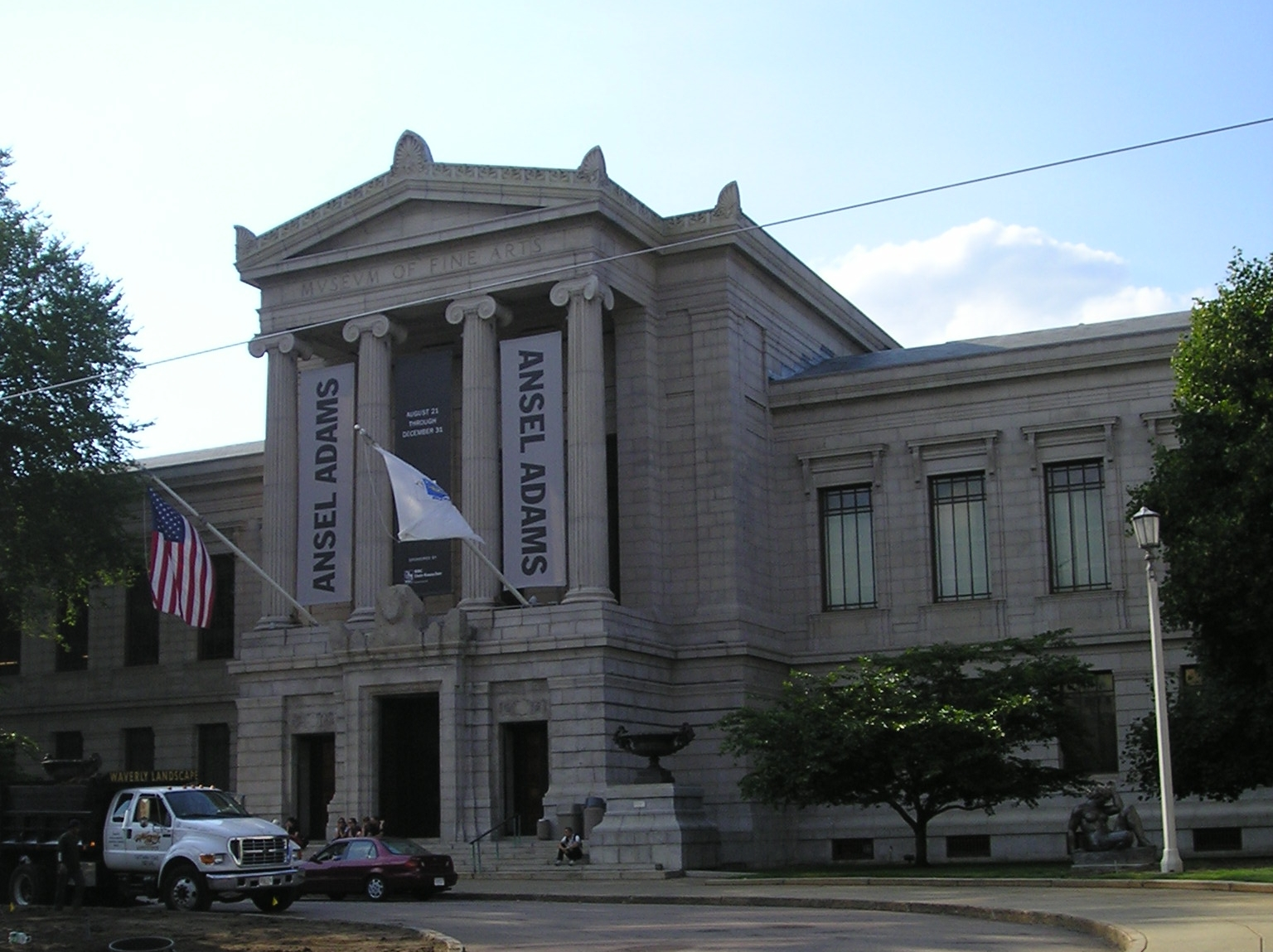
Museum of Fine Arts

## Bedeutende Museen (Auswahl)

### Boston Athenæum
Eine der ältesten Kultureinrichtungen Massachusetts mit bedeutender Bibliothek und Kunstsammlungen. Neben historischen Dokumenten und Fotografien werden hier Zeugnisse der ersten US-Präsidenten sowie zahlreiche Gemälde amerikanischer Künstler gezeigt.

### Isabella Stewart Gardner Museum
Das Isabella Stewart Gardner Museum wurde um die Jahrhundertwende aus antikem Baumaterial im Stil der historistischen Neorenaissance gebaut, das aus Europa eingeführt wurde.

### Museum of Science
Viele interaktive Ausstellungen und Experimente laden zum Mitmachen ein. Nicht nur Kinder können hier spielerisch die Naturwissenschaften und Ingenieurwissenschaften erkunden. Angeschlossen an das Museum ist das Hayden Planetarium mit Lasershows und aktuellen Präsentationen. Ferner findet sich hier das „Mugar Omni Theatre“, ein IMAX-Kino und ein Schmetterlingsgarten, in dem der Besucher auch die Züchtung von Schmetterlingen besichtigen kann. Zudem bietet das Museum weitere Ausstellungsflächen, auf denen Sonderausstellungen besucht werden können, wie zum Beispiel Gunther von Hagens’ „Body Worlds 2“ bis Ende Januar 2007.

### Museum of Fine Arts
Das Museum of Fine Arts, Boston zählt zu den bedeutendsten Kunstmuseen in den USA. Es beherbergt eine bedeutende Sammlung ägyptischer und nubischer Altertümer und eine bedeutende Sammlung chinesischer Objekte. Gemälde von Rembrandt und El Greco sind zu sehen, ebenso Werke von Vincent van Gogh, Paul Gauguin, Pierre-Auguste Renoir, Édouard Manet, Edvard Munch, Alberto Giacometti, Georges Rouault und Max Beckmann.

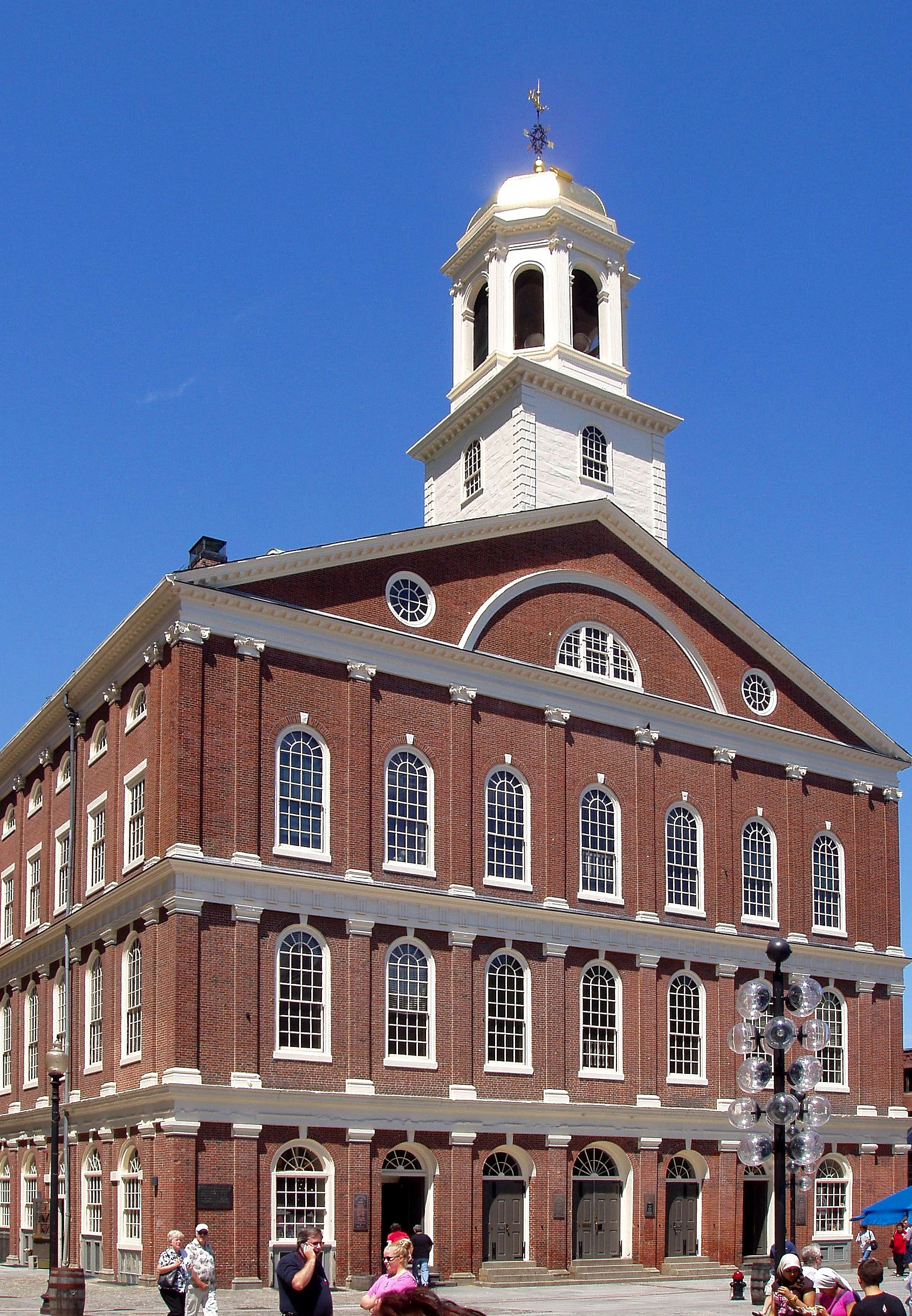
Faneuil Hall

### New England Aquarium
Direkt am Meer gelegen gibt es im New England Aquarium von Pinguinen über Seelöwen bis hin zu Quallen vieles zu sehen, was im Meer lebt. In einem riesigen, zylindrischen Salzwassertank, der von allen Seiten einsehbar ist, beherbergt ein künstliches Riff mehrere hundert verschiedene Fischarten sowie Schildkröten. Gleichsam als „Außenposten“ organisiert das NEA täglich eine Ausfahrt, bei der Buckelwale, Delfine und andere beobachtet werden können. Von 1971 bis 1985 beheimatete das Aquarium den Seehund Hoover, der als sprechendes Tier berühmt und eine wissenschaftliche Sensation wurde.

## Sonstige

### Gedenkanlagen
- 2012 wurde der Armenische Kulturerbe-Park im Gedenken des Völkermords an den Armeniern im Osmanischen Reich eröffnet.
- Der Springbrunnen George Robert White Memorial in der Nordwest-Ecke des Public Garden
ist für den verdienstvollen Bürger Bostons, George Robert White (1847–1922) errichtet worden. White hatte mit großzügigen Spenden u. a. die Errichtung von Kunstwerken (“works of public beauty and utility”) in der ganzen Stadt unterstützt. Und bekam zwei Jahre nach seinem Tod deshalb einen vom Bildhauer Daniel Chester French gestalteten Springbrunnen, der wegen seiner auffälligen Figur und der Symbolik auch der Engel genannt wird.[45]

### Faneuil Hall
Diese Halle ist eines der ältesten Gebäude der Stadt Boston. Erbaut von 1740 bis 1742 mit finanzieller Unterstützung durch den Kaufmann Peter Faneuil.

### Old South Meeting House
Das aus dem Jahre 1729 stammende Gebäude (Ecke Washington/Milk Street) hat viele historisch bedeutsame Versammlungen erlebt, die letztendlich in der Boston Tea Party mündeten. Eine einprägsame Ausstellung illustriert die damaligen Ereignisse.

### Temple of the Grand Lodge of Massachusetts
Er ist der älteste erhaltene Freimaurertempel.

## National Park Service
Der National Park Service weist für Boston einen National Historical Park aus, den Boston National Historical Park, und eine National Historic Site, die Boston African American National Historic Site. Insgesamt liegen 52 National Historic Landmarks in Boston. 271 Bauwerke und Stätten der Stadt sind im National Register of Historic Places (NRHP) eingetragen (Stand 5. November 2018).

## Kultur
Boston ist ein künstlerisches und intellektuelles Zentrum. Das Boston Symphony Orchestra (sowie das daraus rekrutierte Boston Pops Orchestra) genießt ebenso Weltruf wie die Universitäten Harvard und MIT, die in der Vorstadt Cambridge liegen. Jährlich findet das Boston Film Festival statt. Die lange sehr restriktive Zensurpraxis der Stadtverwaltung wurde unter dem Schlagwort Banned in Boston zu einem inoffiziellen Markenzeichen der erotischen Literatur und offenherzigen oder kontroversen Theaterstücken und Filmen in den USA.

## Boston im Film
In Boston wurde mehrere erfolgreiche Filme und Fernsehserien gedreht, darunter:
- 1968: Der Frauenmörder von Boston von Richard Fleischer mit Tony Curtis und Henry Fonda
- 1978: Das große Dings bei Brinks von William Friedkin mit Peter Falk und Peter Boyle
- 1982–1993: Cheers, Sitcom mit Ted Danson und Shelley Long
- 1997: Good Will Hunting von Gus Van Sant, mit Matt Damon, Robin Williams und Ben Affleck
- 1997–2002: Ally McBeal von David E. Kelly mit Calista Flockhart, Greg German, Jane Krakowski, Peter MacNicol und Portia DelRossi
- 1997–2004: Practice – Die Anwälte von David E. Kelly mit Camryn Manheim, James Spader, Rhona Mitra und Dylan McDermott
- 1998: Wunsch & Wirklichkeit von Lesli Linka Glatter, mit Robert Loggia, Kenneth Branagh und Madeleine Stowe
- 2000–2004: Boston Public: von David E. Kelly mit Loretta Divine, Chi McBride, Anthony Heald, Fyvush Finkel und Jeri Ryan
- 2004–2008: Boston Legal von David E. Kelly, mit James Spader, William Shatner, Candice Bergen, Rhona Mitra und vielen anderen
- 2006: Departed – Unter Feinden von Martin Scorsese, mit Leonardo DiCaprio, Matt Damon und Jack Nicholson
- 2009: Bride Wars – Beste Feindinnen von Gary Winick, mit Kate Hudson und Anne Hathaway
- 2010: The Social Network von David Fincher, mit Jesse Eisenberg
- 2010: Auftrag Rache von Martin Campbell, mit Mel Gibson
- 2011: Der Zoowärter von Frank Coraci, mit Kevin James, Rosario Dawson und Leslie Bibb
- 2013: American Hustle von David O. Russell, mit Christian Bale, Bradley Cooper und Amy Adams
- 2016: Boston von Peter Berg, mit Mark Wahlberg und Kevin Bacon
- 2019: Little Woman von Greta Gerwig, mit Saoirse Ronan, Emma Watson und Laura Dern.

## Boston in Computerspielen
- 2015: Fallout 4 Action-Rollenspiel des Spieleentwicklers Bethesda Game Studios spielt überwiegend im postapokalyptischen Boston im Jahr 2287

## Sport
Die Stadt ist Heimat verschiedener Sport-Franchises:
- Boston Bruins (Eishockey) im TD Garden
- Boston Celtics (Basketball) im TD Garden
- Boston Red Sox (Baseball) im Fenway Park
- New England Patriots (Football) im ehemaligen Foxboro Stadium (heute Gillette-Stadion)
- New England Revolution (Fußball) im Gillette Stadium
- Boston Cannons (Lacrosse) im Harvard-Stadion

Außerdem ist Boston Zielort des Boston-Marathons, der kontinuierlich seit 1897 ausgerichtet wird und damit eine Tradition aufweist, die dem Marathon der Olympischen Spiele ebenbürtig ist. Bei dieser Veranstaltung wurde am 15. April 2013 ein Bombenanschlag verübt, bei dem drei Menschen getötet und über 170 zum Teil schwer verletzt wurden.
Jährlich im Oktober findet auf dem Charles River die Head of the Charles Regatta mit 10.000 Teilnehmern und bis zu 400.000 Zuschauern statt.

## Städtepartnerschaften
Partnerstädte von Boston sind:
| - Kyōto, Japan (1959) - Straßburg, Frankreich (1960) - Barcelona, Spanien (1980) - Hangzhou, Volksrepublik China (1982) - Padua, Italien (1983) | - Melbourne, Australien (1985) - Taipeh, Republik China (Taiwan) (1996) - Sekondi-Takoradi, Ghana (2001) - Belfast, Vereinigtes Königreich (2014) - Praia, Kap Verde (2015) |

Zusätzlich zu den oben aufgeführten offiziellen Partnerstädten (englisch: sister cities) pflegt Boston zu folgenden vier Städten eine Freundschaft (englisch: less formal friendship):
- Boston, Vereinigtes Königreich (1999)
- Haifa, Israel (1999)
- Valladolid, Spanien (2007)
- Kopenhagen, Dänemark (2017)